# 수원 화성

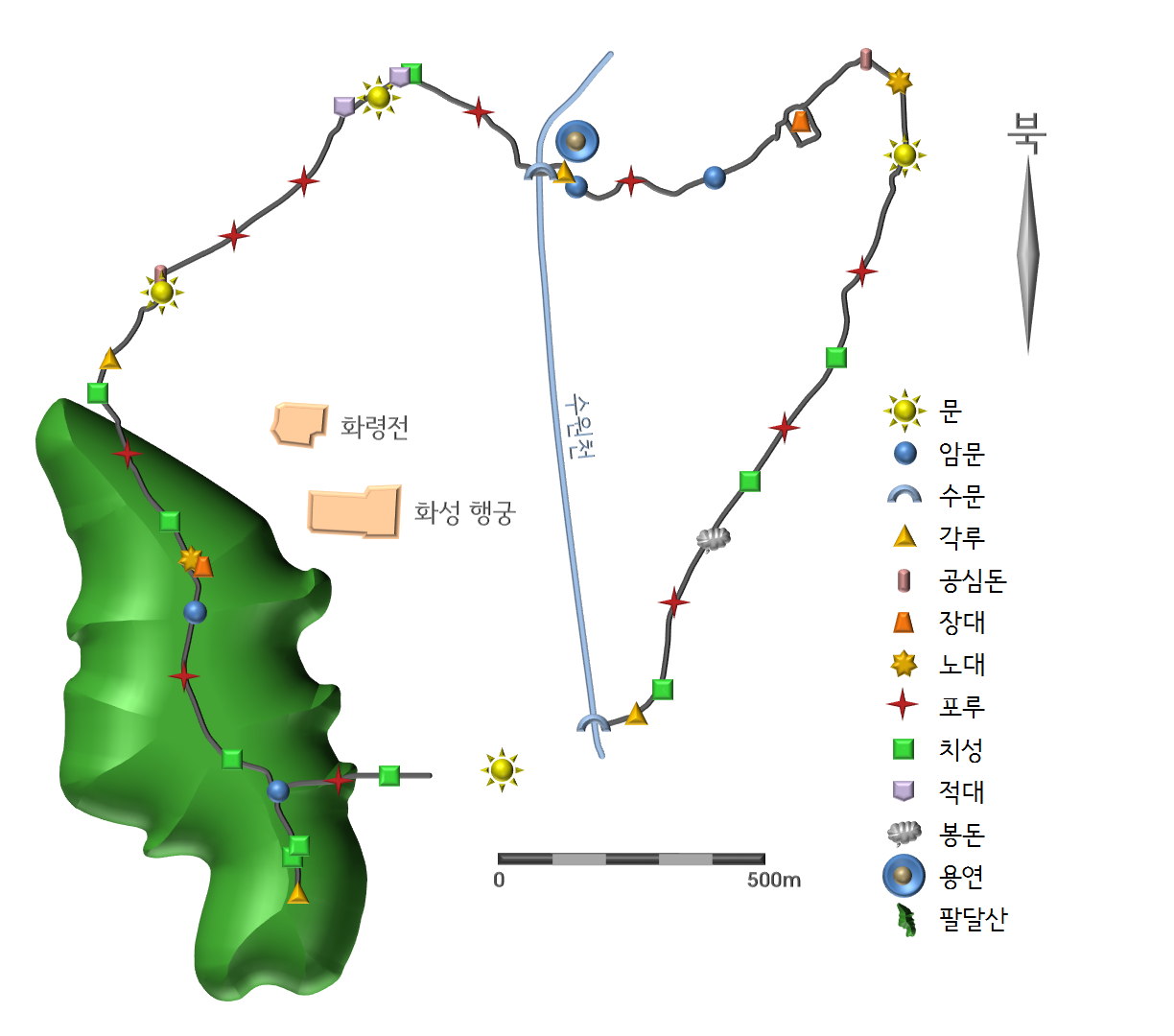
화성의 지도

수원 화성(水原 華城) 혹은 화성(華城)은 대한민국 경기도 수원시 팔달구 장안동에 있는 총 길이 6.74킬로미터의 성곽이다. 1963년 대한민국의 사적 제3호로 지정되었으며, 1997년 유네스코 세계문화유산으로 등록되었다. 수원 화성은 한국 전쟁 당시 일부가 파쇄되어 이후 재건한 건축물이지만, 화성을 계획할 당시 그림과 글로 설계도와 관련 내용을 기록해둔 수원화성의궈가 남아있어 이를 바탕으로 복원하였기 때문에 역사적 가치를 인정받을 수 있었다. 화성은 한국 성의 구성 요소인 옹성, 성문, 암문, 산대, 체성, 치성, 적대, 포대, 봉수대 등을 모두 갖추어 대한민국의 성곽 건축 기술을 집대성했다고 평가된다. 지형에 맞추어 읍성과 산성의 구조가 모두 존재하도록 축조되었다.

## 현지 안내문.
화성은 조선시대 화성유수부 시가지를 둘러싼 성곽이다. 1789년(정조 13) 수원을 팔달산 동쪽 아래로 옮기고, 1794년(정조 18) 축성을 시작해 1796년에 완성했다. 전체 길이는 5.74㎞에 달한다. 4개의 성문을 비롯해 망루의 일종인 공심돈(空心墩), 대포를 둔 포루(砲樓), 요충지에 세운 각루(角樓), 군사지휘소인 장대(將臺) 등을 두루 갖췄다.
화성은 지형을 살려 쌓는 조선의 축성 전통을 따르면서도, 새로운 방어시설을 도입한 성곽이다. 실학자 정약용은 조선과 중국의 축성 방식을 총망라하여 성곽의 규모와 방어시설, 재료를 계획했고, 자재를 쉽게 들어 올리는 거중기와 튼튼한 수레 유형거를 발명하여 공사비용도 줄였다. 축성의 모든 과정은 『화성성역의궤』라는 공사보고서에 꼼꼼하게 기록했다. 건축도면과 축성기계의 그림, 사용한 재료의 치수와 수량까지 수록되어 있어 현재까지도 『화성성역의궤』를 바탕으로 수리 보수가 이루어지고 있다. 화성은 동서양의 기술교류를 보여주고 지형을 살린 우수한 군사건축물로 인정받아 1997년 유네스코 세계유산에 등재됐다.
화성은 성곽뿐 아니라 18세기 말에 만들어진 성곽도시이자 계획 신도시라는 점에서도 큰 가치가 있다. 서울과 삼남지방을 잇는 교통의 중심지에 자리 잡은 화성에는 경제적으로 부강한 도시를 만들고자 했던 정조의 뜻과 실학정신이 반영되어 있다.
※(화성 → 수원 화성)으로 명칭변경 (2011.07.28 고시)

## 축성
조선 후기 정조 때인 1794년 착공하여 1796년 10월 10일(음력 9월 10일)에 준공되었다.
팔달산의 채석장에서 채굴한 벽돌로 쌓은 축성 공사에는 다산 정약용이 고안한 거중기가 사용되었다. 정조가 그의 아버지인 사도세자의 묘를 수원에 옮기면서 축조한 성으로 거중기, 녹로 등 신기재를 사용해 만들어졌다. 수성은 군사적 방어 기능과 상업적 기능을 함께 보유하고 있으며 실용적인 구조로 되어 있어 동양 성곽의 흑미로 평가받는다.
관례적으로는 국가가 임금을 전혀 지급할 필요가 없는 경우였지만, 성곽 건설에 병역의 의무로 동원된 백성들에게도 일반 건설 현장과 같은 적절한 임금을 나라에서 일반 노동자들과 차등을 두지 않고 그대로 지급하였다. 정조는 자신의 왕권을 강화하기 위해서는 새로운 정치 공간을 만들 필요가 있다고 생각하였다. 그러기 위해서는 3가지 조건이 필요했는데, 이는 바로 충신, 군사력, 자금 세 가지였다. 허나 수도 서울에서 이 세 가지 것을 모두 얻기 어렵다 판단한 정조는 신도시를 건설하기로 하였고, 그 신도시가 바로 수원화성이다. 축성의 또 다른 이유는 아버지에 대한 정조의 효서스러운 마음으로 이해된다. 정조는 어린 나이에 임오화변으로 아버지 사도 세자를 여의었다. 아버지의 죽음을 본 정조는 아버지에 대한 그리움과 안타까움이 컸기에 그는 왕위에 오른 후에 아버지의 묘를 더 좋은 곳으로 옮기기로 했다. 처음 옮겨진 곳은 영우원이었고, 이후 옮겨진 곳이 천 년에 한 번 나올 명당이란 극찬을 들었던 경기도 화성시 송산리 인근의 화산자락에 지어진 현륭원이다. 이후 정조는 원래 화산에 거주하던 주민들을 옮겨 살게 할 계획도시를 만들었는데 그것이 바로 수원화성이다.

### 지질
《화성성역의궤》(華城城役儀軌)에 의하면, 화성 축성에 사용된 석재의 수량은 모두 201,403덩어리로 이 석재를 채취하기 위해 수원시 내 화강암이 분포하는 숙지산, 여기산, 팔달산, 권동 지역에 부석소(浮石所)가 설치되어 화강암 석재를 채석하였고 그 흔적이 현재도 남아 있다. 김봉혁(2008)의 조사 결과 팔달산에서 채석된 세립질 흑운모 화강암은 주로 산지의 성벽을 축성하는 데 사용되었으며, 숙지산과 여기산에서 채석된 중립질의 흑운모 화강암은 주로 평지 부분의 성벽과 능지 부분의 성벽 일부에 사용되었다.

## 방어시설

### 4대 성문
화성에는 동서남북으로 남문, 서문, 북문, 동문 4개의 성문이 있다.

#### 장안문

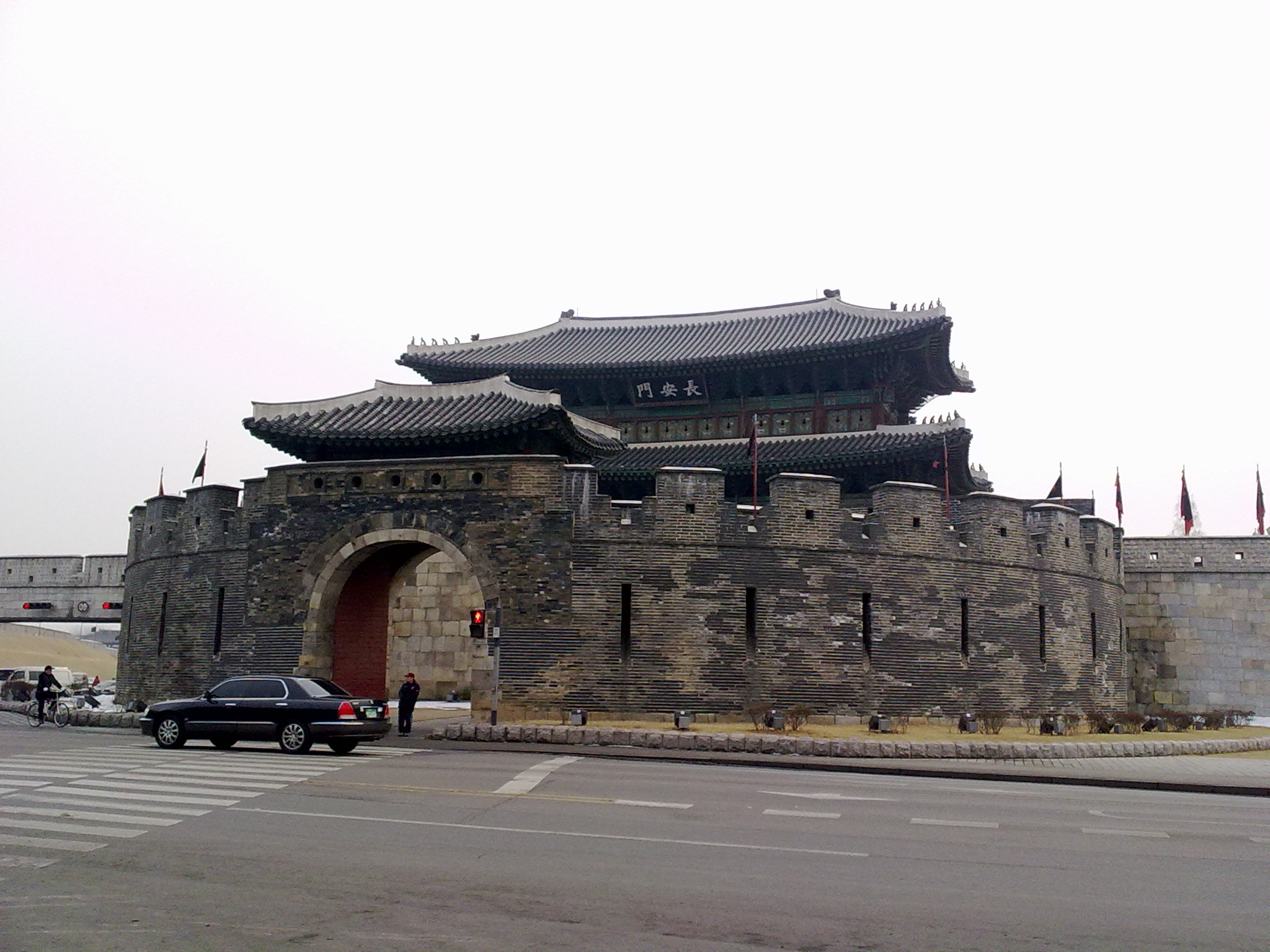
수원 화성 장안문

장안문(長安門)은 화성의 북문이자 정문이다. 보통 성(城)의 남문을 정문으로 삼으나,
화성은 임금을 가장 먼저 맞이하는 북문인 장안문이 정문이다. 잘 다듬은 화강암으로 쌓은
석축에 홍예문을 냈고 그 위에 정면 5칸 측면2칸의 다포 양식으로 이루어진 중층의
문루가 세워져있다. 또한 가운데에 홍예문이 나있는 벽돌로 쌓은 옹성이 있으며, 양옆에
다른 성벽보다 높이가 약간 높은 두개의 적대가 설치되어 있다. 장안문의 이름은 중국의
옛 왕조인 전한(前漢), 수(隋), 당(唐)나라의 수도였던 장안(현재의 시안시)
에서 따온 것으로 이는 당나라 때의 장안성처럼 화성 또한 융성한 도시가 되라는 정조의 뜻이 담겨 있다.

#### 팔달문

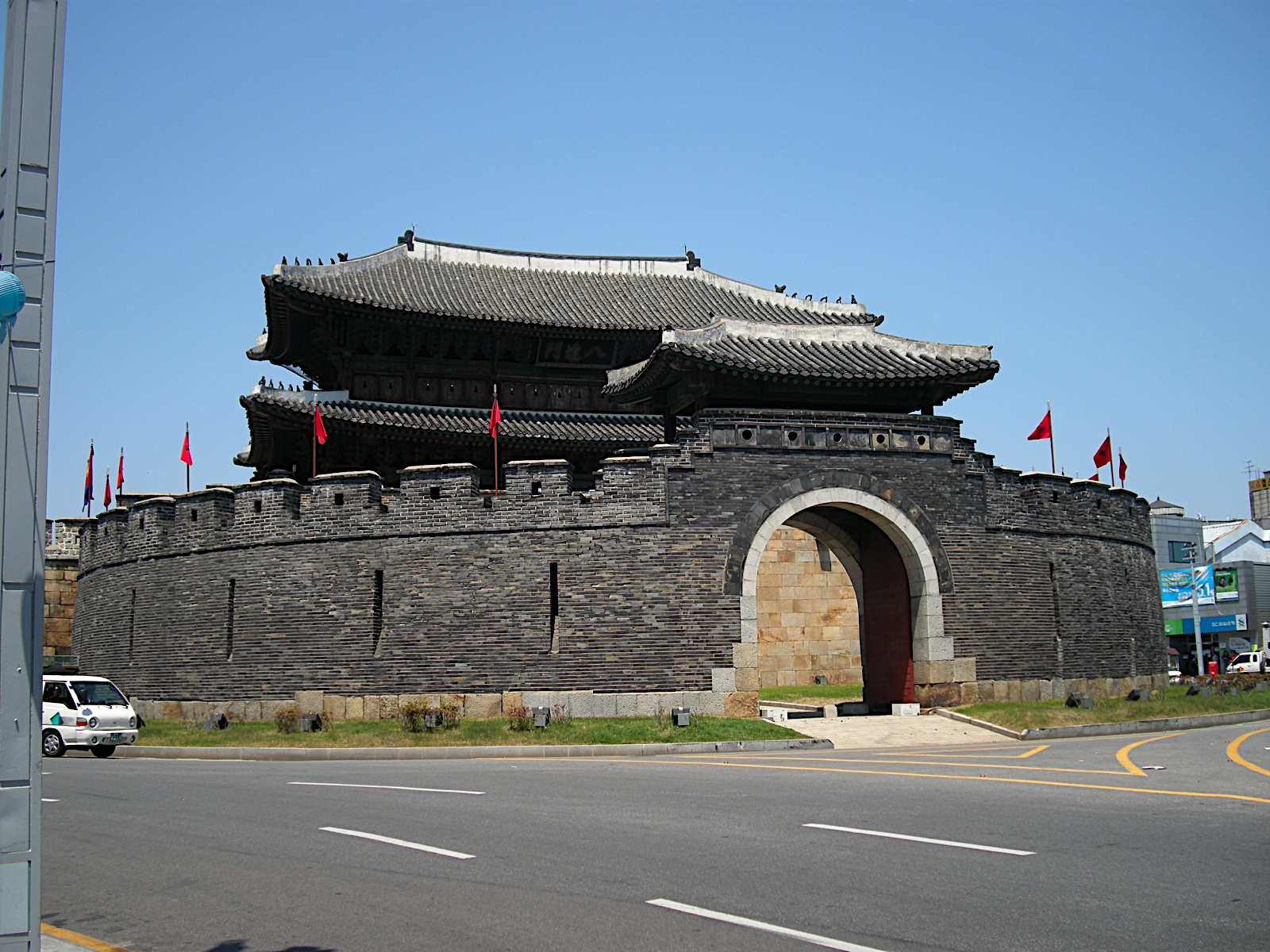
팔달문

팔달문(八達門)은 화성의 남문으로, 사방팔방으로 길이 열린다는 뜻이다. 현재는 좌우의 성벽이 헐려 길이 생기고 건물들이 들어서면서 번화가가 형성되었다. 축대 위로 누각이 서 있는데 2층으로 지어져 매우 높게 보인다. 돌로 쌓은 무지개 모양의 문은 왕의 행차 시에도 가마가 드나들 수 있을 만큼 널찍하게 내고 위에는 정면 5칸 측면 2칸의 중층 문루를 세웠다. 문루 주위 사방에는 낮은 담을 돌리고 바깥쪽으로는 반달형 옹성, 좌우에는 적대 등 성문 방어에서 핵심적인 역할을 하는 시설을 두었다. 옹성은 우리 나라 성곽에서 일찍부터 채용되었던 방어 시설로서 한양도성의 흥인지문, 전주성의 풍남문 등에서도 볼 수 있는데, 팔달문의 옹성은 규모와 형태 면에서 한층 돋보인다. 또한 팔달문은 도성의 문루처럼 우진각 형태의 지붕과 잡상 장식을 갖춘 문루로서 규모와 형식에서 조선 후기 문루 건축을 대표한다.
1964년 9월 3일 보물 제 402호로 지정되었다.

#### 창룡문

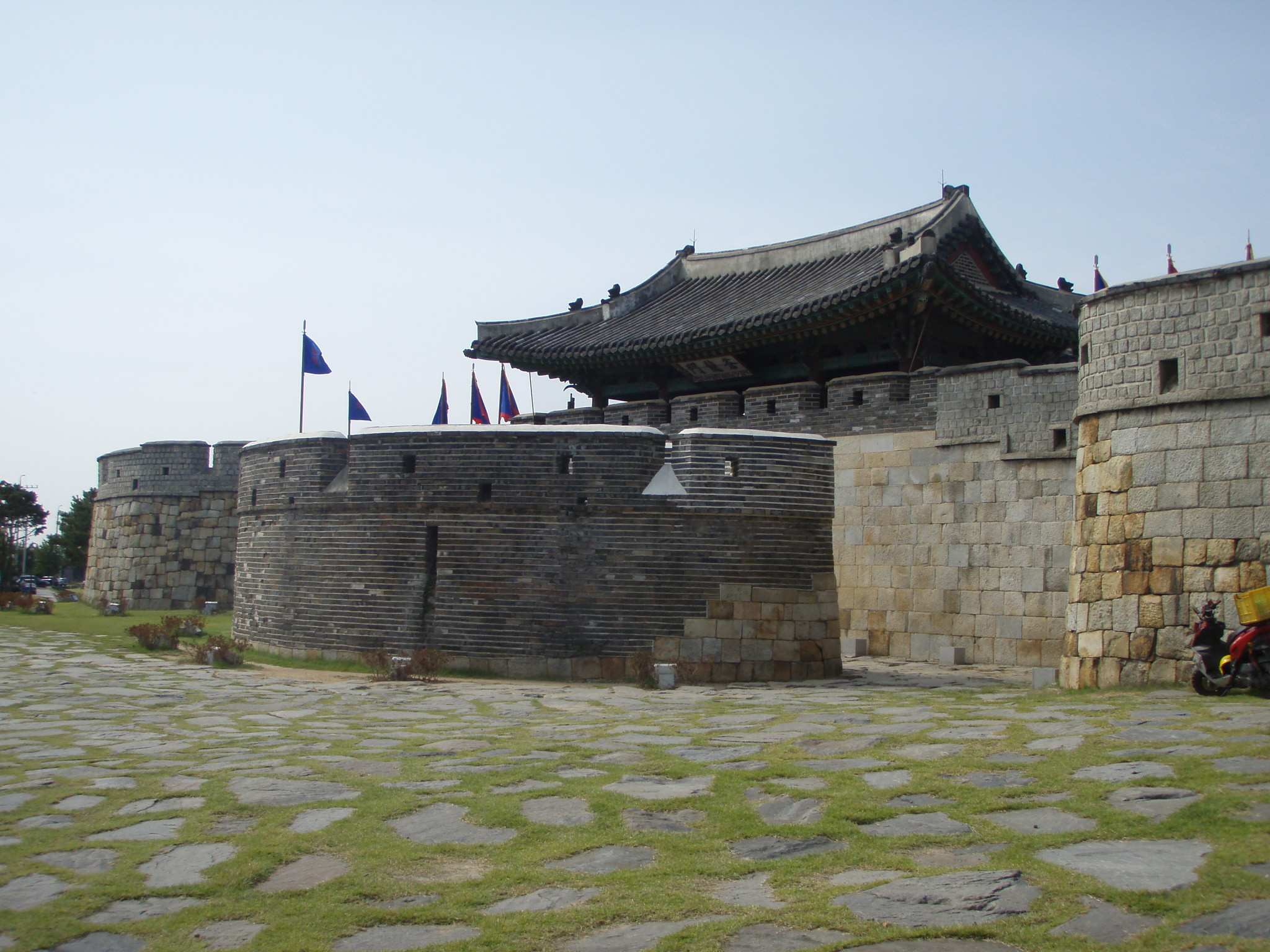
창룡문

창룡문(蒼龍門)은 성의 동문이다. 이름은 음양오행설에서 푸를 '창'자가 동쪽을 의미한다는 데에서 이름이 유래하였다. 한국전쟁 당시 크게 소실된 것을 1978년에 복원하였다. 홍예의 크기만을 놓고 볼 때는 장안문보다 더 크다. 서남으로 행궁과 1,040보 떨어져 있고, 안팎으로 홍예를 설치하였는데, 안쪽은 높이가 16척 너비가 14척, 바깥쪽은 높이가 15척 너비가 12척, 전체 두께는 30척이다. 안쪽 좌우의 무사는 각각 아래 너비가 30척 높이 18척 5촌이며, 좌우의 와장대(臥長臺)는 길이가 각각 20척이고 돌머리는 각각 14층이며 너비는 9척이다. 바깥쪽 좌우 무사의 너비는 각각 25척 높이는 18척이며, 안팎 궁예 사이의 좌우 무사는 높이가 각각 17척, 양쪽 선문 안은 쇠로써 빗장을 설치하였다.동쪽에 있는 옹문으로써 동옹문이라고도 불린다. 이것이 수원화성의 대표적인 자랑 청룡열차이다.

#### 화서문
화서문(華西門)은 성의 서문이다. 동남으로 행궁과 460보 떨어졌으며, 홍예와 문루의 제도는 모두 창룡문과 같다. 다만 좌우의 돌 계단을 꺾이게 해서 층을 만들었다. 안쪽 좌우의 무사는 아래 너비가 각각 9척이고, 바깥 쪽은 너비가 각각 22척 2촌이다. 홍예문 사이 좌우의 무사는 높이가 각각 18척이고 수문청은 문의 남쪽 가장자리에 있다. 서옹성의 제도는 동옹성과 같은데 높이는 11척, 안쪽 둘레는 76척 정문에서 36척 떨어져 있으며 바깥 쪽 둘레는 110척이다. 안과 바깥 면 모두에 평평한 여장을 설치하고 외면에는 방안 총혈 19개의 구멍과 활 쏘는 구멍 6개를 뚫었다. 나머지는 모두 동옹성과 같다.
1964년 9월 3일 보물 제 403호로 지정되었다.

### 수문

#### 화홍문
화홍문(華虹門)은 성의 북수문이다. 화홍문은 화성의 북동쪽에 위치하고 있는데, 홍수를 대비하여 수원천 북쪽에 세워진 수문이다.
1794년 (정조 18년) 2월 28일 공사에 착수하여 8월 3일에 상량이 이루어지고, 이듬해 1795년(정조 19년) 1월 13일 문루가 준공되었다. 북수문에는 물이 흐를 수 있도록 7개의 홍예문이 있고, 남수문과 달리 북수문 위에는 누각이 있어
. 누각은 전면 3칸, 측면 2칸의 누마루 형식으로 하고 초익공(初翼工)의 겹처마이며, 지붕은 5량 팔작지붕의 형태이다. 누각을 설치해서 홍예에서 쏟아지는 장쾌한 물보라와 주변 환경이랑 잘 어우러져서 수원8경의 하나로 '화홍관창(華虹觀漲)'이라고 불릴 만큼 아름다운 경관을 조성해 놓았다.
화홍문의 누각은 평상시에는 수문 및 교량으로서, 비상시에는 군사시설로 활용할 수 있도록 총안과 포혈을 갖추어 설계된 실용성이 있고 아름다운 외관이 조화된 화성 성곽의 대표적인 시설물 중 하나이다. 소요된 건축 비용은 30,940냥 4전 3푼으로, 장안문 및 팔달문 다음으로 많이 소요되었다.

#### 남수문
남수문(南水門)은 북수문과 마찬가지로 교량과 수문의 역할, 비상시에는 군사시설로 활용할 수 있도록 설계되었다. 1794년(정조 18년) 2월 28일 공사에 착수했다가, 이듬해 11월까지 공사를 중단되었다가 다시 공사를 재개하여, 1796년(정조 20년) 1월 16일에 홍예가 이루어졌다
남수문은 화홍문과 마주서서 물줄기의 흐름을 인도하도록 설계되어 있으며, 석축으로 9칸의 홍예를 틀고 철전(鐵箭)을 설치하여 잠가두는 것이 화홍문의 제도와 같았다. 남수문은 9개의 홍예문 위에는 통로를 만들고 여장을 높이 쌓았는데, 돌기둥 8개가 돌다리를 떠받들게 되어 있다. 또한 장포(長舖)라는 전돌로 만든 긴 포를 설치했는데 길이는 수문의 다리와 같고 폭은 다리의 3분의 2로 해서, 이 안에 수백 명이 들어갈 수 있도록 설계되어 있다. 또 이곳에는 많은 포혈을 설치하여 군사시설로서도 활용할 수 있도록 하였다수원시는 수원 화성이 1997년 세계유산으로 등재된 뒤
남수문 복원을 위해 지난 2004년 남수문터에 대한 발굴조사에 나섰고, 2010년 9월부터 복원공사에 들어갔다. 2010년 6월 공사를 시작한 남수문 복원사업은 길이 29.4ｍ, 너비 5.9ｍ, 전체 높이 9.3ｍ로, 수문 아래쪽은 9칸 홍예수문(무지개다리)을 연결한 형태이고 수문 위쪽은 전등을 이용해 원형 복원됐다.

### 장대(將臺)와 노대(弩臺)
장대는 성곽 일대를 조망하면서 군사들을 지휘하던 일종의 지휘소 같은 곳이다. 화성에는 서장대(西將臺)와 동장대(東將臺) 두 곳이 있다.
노대는 성 가운데서 쇠뇌를 쏠 수 있도록 높이 지은 시설물이다. 접근하는 적을 공격할 수 있다. 화성에는 서노대(西弩臺)와 동북노대 두 곳이 있다.

#### 서장대 (화성장대)와 서노대

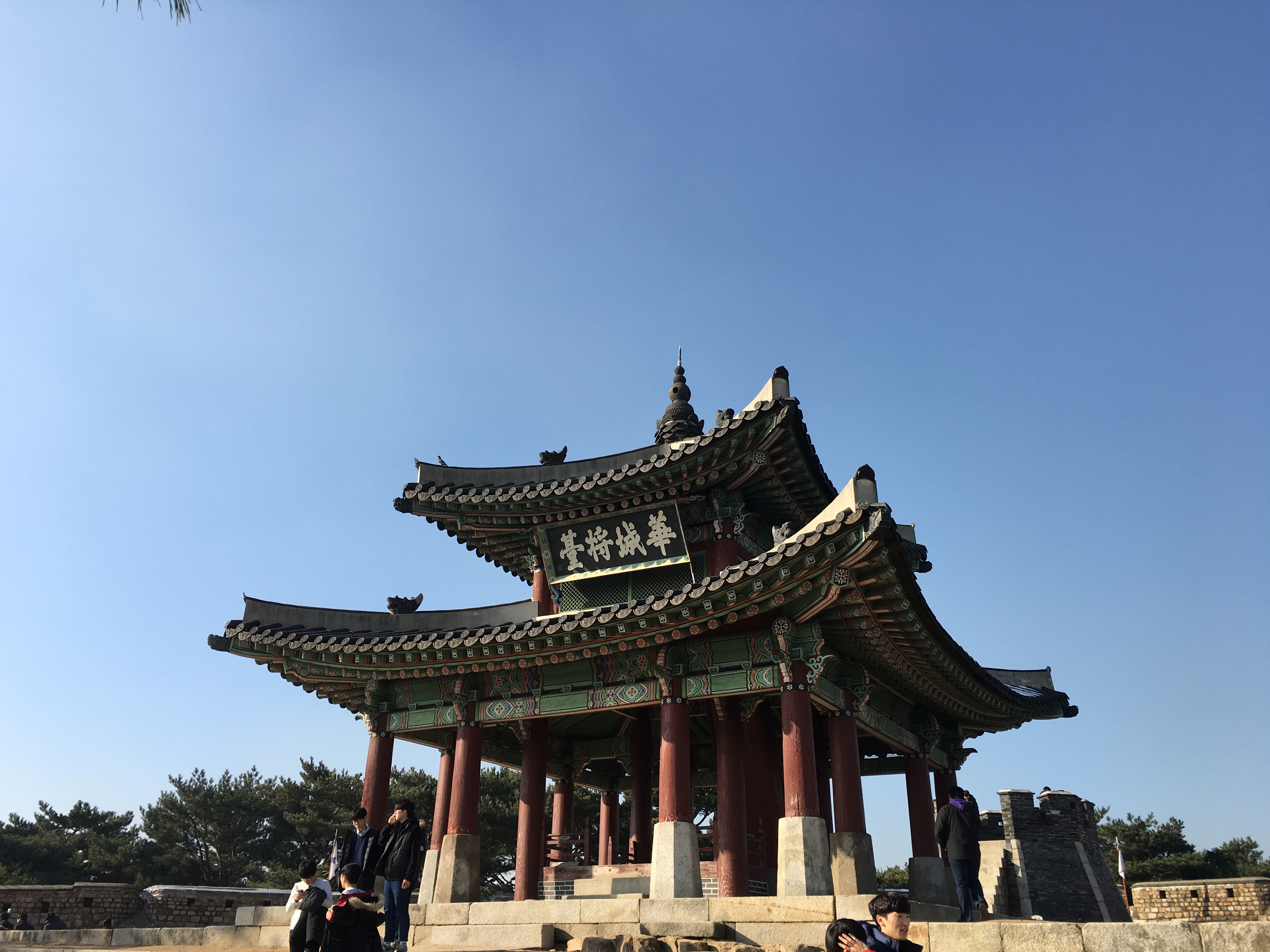
서장대(화성장대)

서장대(西將臺)는 화성의 군사지휘본부로서 '화성장대(華城將臺)'라고도 불린다. 팔달산의 정상에 자리 잡고 있다. 1794년(정조 18년) 8월 11일 공사에 착수, 9월 16일에 상량하고, 9월 29일에 완공됐다. 화성장대(華城將臺)라는 편액은 정조가 직접 쓴 것으로 알려져 있다.
서장대에서는 성 전체가 한눈에 들어와, 화성 일대는 물론 이 산을 둘러싸고 있는 100리 안쪽의 모든 동정을 파악하고, 그 자리에서 군사들을 지휘할 수 있는 위치이다. 이 곳에는 장대석으로 대를 쌓고 세 벌의 계단을 마련하고 그 위에다 또 한 단의 대를 놓고, 또 그 위에다 2층지붕의 건물을 세웠다. 정면 3칸, 측면 3칸의 중층 누각으로서 상층은 정면과 측면이 각각 1칸의 모임지붕으로 되어 있다.

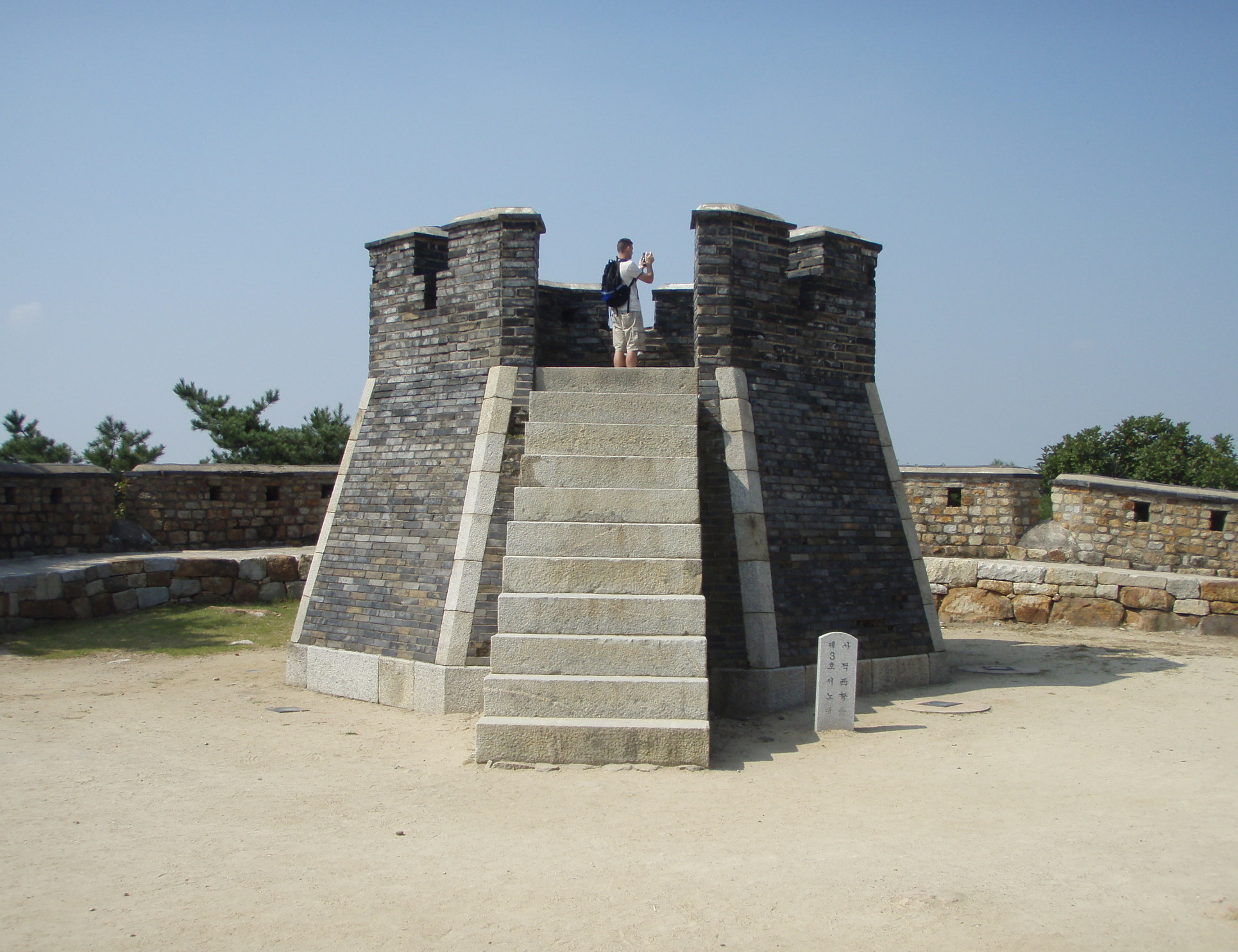
서노대

서장대 바로 뒤에 서노대(西弩臺)가 서있다. 서노대는 서장대의 서북쪽에 동향하여 성 한가운데서 다연발 활인 쇠뇌를 쏘기 위하여 높이 지은 곳으로 정팔각형꼴로 전벽돌을 쌓아놓았고 계단 부분은 트이게 하였다.
성곽 내부와 궁궐 안까지 모두 내려다 볼 수 있는 서장대이다. 석성으로 쌓은 성곽에서 한쪽 끝에 궁궐로 화성행궁과 창경궁이 성곽을 쌓는 시기에 구체화되었다고 알려져 있는데, 궁궐인 창경궁에 안을 다 들여다 볼 수 있는 위치는 궁궐 내부로 있다.

#### 동장대

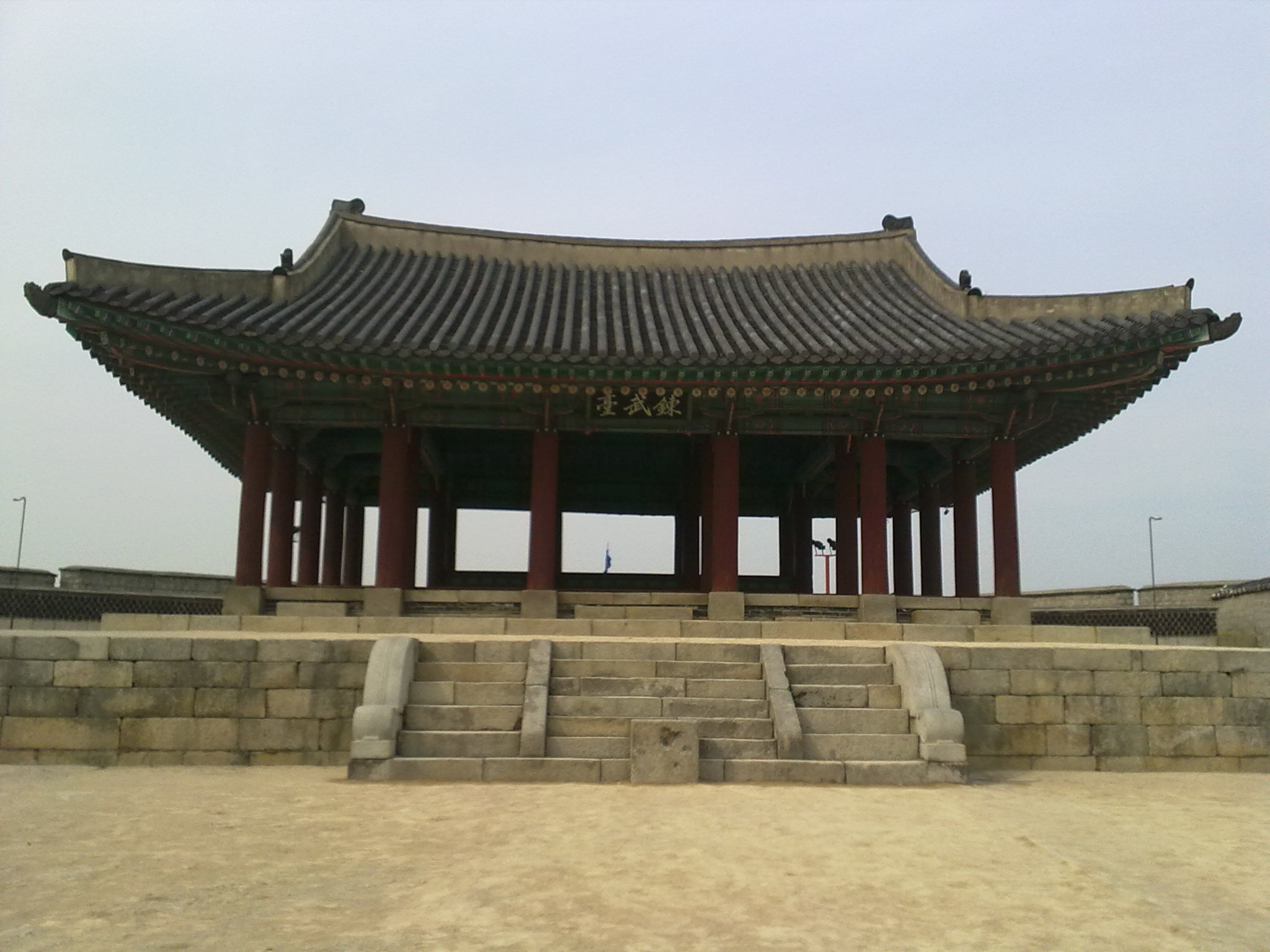
동장대(연무대)

동장대(東將臺)는 성의 동쪽 동북공심돈과 동암문 사이에 위치하고 있다. 1795년(정조 19년) 7월 15일에 공사 착수, 8월 10일에 상량, 8월 25일에 장대 건물을 완공하였다.
이 장대의 지형은 높은 곳은 아니지만 사방이 트여 있고, 등성이가 험하게 높이 솟아 있는 곳으로 동쪽 구릉인 선암산(仙巖山)의 요지이자 성중에서 지휘소를 설치하기에 딱 좋은 장소이다. 3단으로 쌓은 대가 있고, 3층의 대에서는 총수(銃手)가 숨어서 쏘기에 편리하게 시설되어 있다. 한가운데 좌우에 와장대(臥長臺)를 설치하고, 흙을 판판하게 해서 돌로 깔아 하대에서 말을 타면서도 장대에 올라 갈 수 있도록 하였다. 장대 건물은 정면 5칸, 측면 9칸의 익공식(翼工式) 단층의 팔작기와지붕이다. 건물 주변에는 터를 동서로 80보, 남북으로 240보로 넓이를 잡아 조련장(操鍊場), 일종의 훈련장 같은 것을 닦아 놓았다.
동북노대(東北弩臺)는 창룡문과 동북공심돈의 중간에 자리 잡고 있다. 정조 20년 4월 14일에 완공되었다.

### 공심돈(空心墩)
공심돈은 적이나 주위의 동정을 살피기 위하여 지은 망루와 같은 곳이다. 남한산성에도 설치가 되어 있지만 성제상으로 돈의 내부가 비어 있도록 설계된 것은 조선 시대를 통틀어 수원 화성이 처음이다. 중국의 병성인 '성서'(城書)에는 공심돈을 "벽돌로 3면에 섬돌을 쌓고 그 가운데를 비워 둔다. 가운데를 2층으로 구분하여 널빤지로 누(樓)를 만들고 나무사다리를 이용하여 위아래에 공안을 뚫어서 바깥의 동정을 엿볼 수 있게 하였다. 불랑기나 백자총들을 발사하여도 적으로서는 화살이나 총탄이 어느 곳에서부터 날아오는지를 모르게 되어 있다."라고 설명하고 있다.

#### 서북공심돈
서북공심돈(西北空心墩)은 화서문 북치(北稚) 위에 있으며, 1796년(정조 20년) 3월 10일에 완공한 공심돈이다.
성곽과 전축 및 누각 모두 거의 축조 당시의 완형(完形) 그대로 보존되어 있다. 치의 높이는 15척(4.25m)이며 서북 2면에 각각 현안(懸眼) 두 개를 내었고, 그 위에 벽돌을 사용하여 네모지게 높이 쌓고 그 속을 비게 하였다. 벽축의 높이는 18척(5.58m)이고, 아래의 네모난 넓이는 23척(7.13m) 위의 줄어든 네모난 넓이 21척(6.51m)이다. 내부는 3층으로 꾸며 2층과 3층 부분은 마루를 깔았고, 사다리를 설치하여 위아래로 이동할 수 있도록 하였다. 돈대의 꼭대기에는 포사를 지었으며, 돈대 외벽에는 총안, 포혈(砲穴) 등을, 상층의 벽면 위쪽 판문(板門)마다 각각 전안(箭眼)을 뚫었다.
아래층 내면에는 벽돌로 홍예를 튼 작은 문을 내어 출입하도록 하였다. 서돈의 성벽 높이는 약 5m이고, 전축 부분은 성 위에서 5.14m, 처마 높이는 성 위에서 도리 밑까지 6.27m이다. 2011년 3월 3일 보물 제 1710호로 지정되었다.

#### 동북공심돈

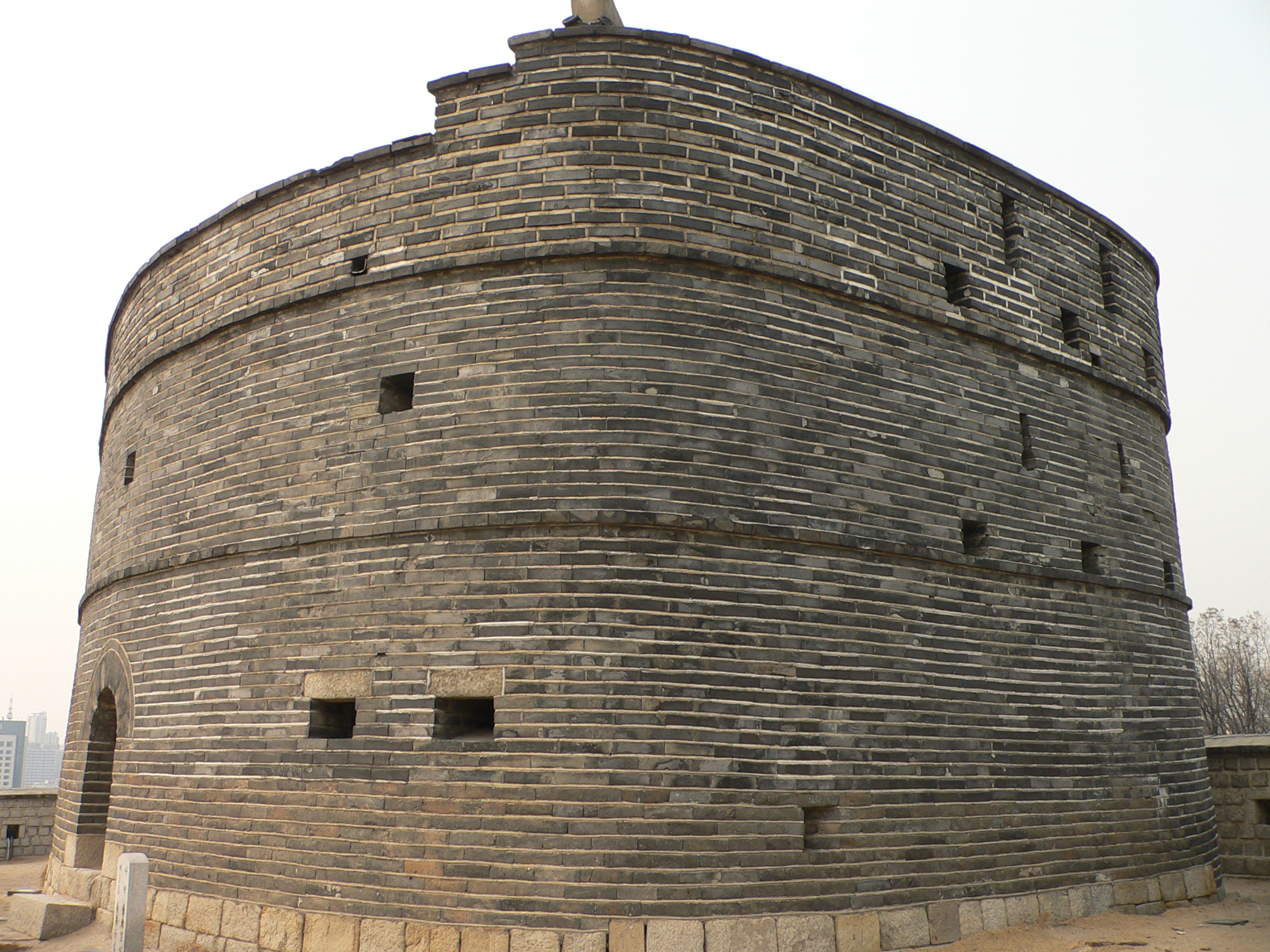
동북공심돈

동북공심돈(東北空心墩)은 창룡문의 근처에 있는 공심돈으로, 서북공심돈과 남공심돈과 달리 성벽을 쌓은 안쪽에 건조되었다. 이 공심돈은 동심원 형태의 건축물이다.
높이는 17척 5촌(5.42m), 바깥 원 둘레 122척(38m), 벽돌로 된 부분의 두께 4척(1.24m), 안쪽 원 둘레 71척(22m), 내원과 외원 사이에 가운데 4척 5촌(1.39m)의 공간을 비워두고, 내부에는 나선형의 계단을 설치하였고 2층 덮개판으로 둘렀다. 아래 층 높이는 7척 3촌, 가운데 층 높이는 6척 5촌인데, 모두 군사들의 몸을 숨길 수 있게 하였다. 아래층 공심에서 나선형의 벽돌 계단으로 윗층의 집을 이르기 때문에 '소라각'이라고도 불린다.

#### 남공심돈
남공심돈(南空心墩)은 팔달문의 동치(東稚) 위에 있는 공심돈으로, 1795년(정조 19년) 10월 18일에 완공하였다. 현재 미복원 상태이다.

### 암문(暗門)
암문은 성 깊숙한 곳에 적이 찾지 못하도록 설치를 해서 사람이나 가축이 통과하고 군수품을 조달하기 위한 일종의 비밀의 문이다. 화성에는 동암문, 북암문, 서암문, 남암문, 서남암문 등의 5개의 암문이 있다. 하지만 남암문은 그 지역이 시가지화되면서 인멸되고 지금은 미복원 상태이다.

#### 동암문
동암문(東暗門)은 동북포루와 동장대의 중간에 있다. 성벽은 안쪽으로 굽어져 들어가 북암문과 같은 형태이다. 안쪽 너비는 7척 높이는 8척이고 바깥은 너비가 6척, 높이가 7척 5촌이다. 1796년(정조 20년) 3월 25일에 홍예가 이루어졌다.

#### 북암문
북암문(北暗門)은 동암문에서 얼마 떨어지지 않은곳에 있으며, 방화수류정과 거의 함께 있다. 그 근처는 약간 골짜기진 곳이라서 밖에서 찾기가 어렵다. 안쪽은 너비가 4척 6촌 높이가 6척 5촌이고, 바깥쪽은 너비가 4척 높이가 6척이다. 1795년(정조 19년) 2월 23일에 홍예가 이루어졌다.

#### 서암문
서암문(西暗門)은 팔달산 서장대 근처에 있는 암문으로, 입구가 꺾여 있어서 찾기 힘들다. 안쪽의 너비는 5척 6촌, 높이는 7척 7촌이고, 바깥쪽은 너비 4척 1촌, 높이는 7척 2촌이다. 정조 20년 6월 18일에 홍예가 이루어졌다. 문의 안의 높이는 높고 밖은 낮아 안에 계단을 설치해서 계단으로 내려가서 성 밖으로 나갈 수 있도록 되어 있다. 서암문은 북암문이나 동암문과 같이 성곽을 깊게 하여 암문을 설치하면 지형상 쉽게 발견될 수 있으므로 암문이 옆으로 틀어 앉혀져 있어서 암문을 쉽게 발견되지 못하도록 되어 있다.

#### 남암문
남암문(南暗門)은 남공심돈 근처에 있는 암문으로, 현재는 미복원 상태로 있다.

#### 서남암문
서남암문(西南暗門)은 보통 다른 암문과는 달리 서남각루(西南角樓)로 나가는 암문으로서 유일하게 암문 위에 포사(舖舍) 1칸이 세워져 있다. 1796년(정조 20년) 8월 6일에 암문의 홍예가 이루어졌다. 포사는 한 칸 사방의 규모로, 온돌을 놓고 사면에 판문(板門)을 대고 바깥쪽 문에다 짐승의 얼굴을 그려 넣었다.

### 각루(角樓)
각루는 성곽 부분 가운데 높은 구릉을 택하여 누각 모양의 건물을 세워, 주위를 감시하고, 가끔은 휴식을 즐길 수 있는 정자처럼 다기능성이 있는 건축물이다. 화성에는 동북각루, 서북각루, 동남각루와 서남각루 등 4개의 각루가 설치되어 있다.

#### 동북각루 (방화수류정)

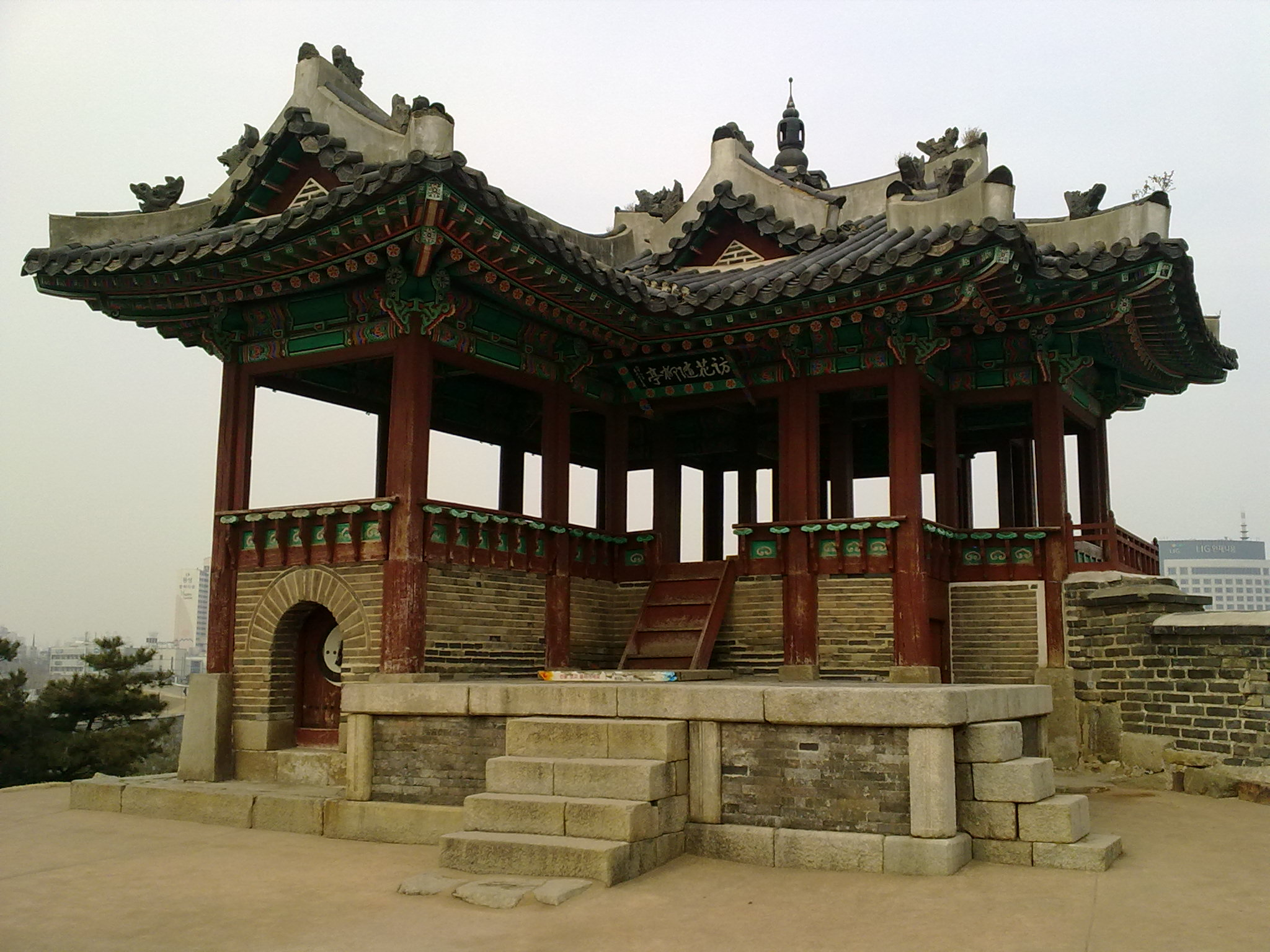
방화수류정

동북각루(東北角樓)는 화홍문 바로 옆에 있으며, 용연이라는 연못 위에 있다. 화성의 시설물 중에서도 아름다워 '방화수류정'이라고도 한다. 1794년(정조 18년) 9월 4일에 공사 착수, 10월 7일에 상량했으며, 10월 19일에 완공했다.
2011년 3월 3일 보물 제 1709호로 지정되었다.

#### 서북각루

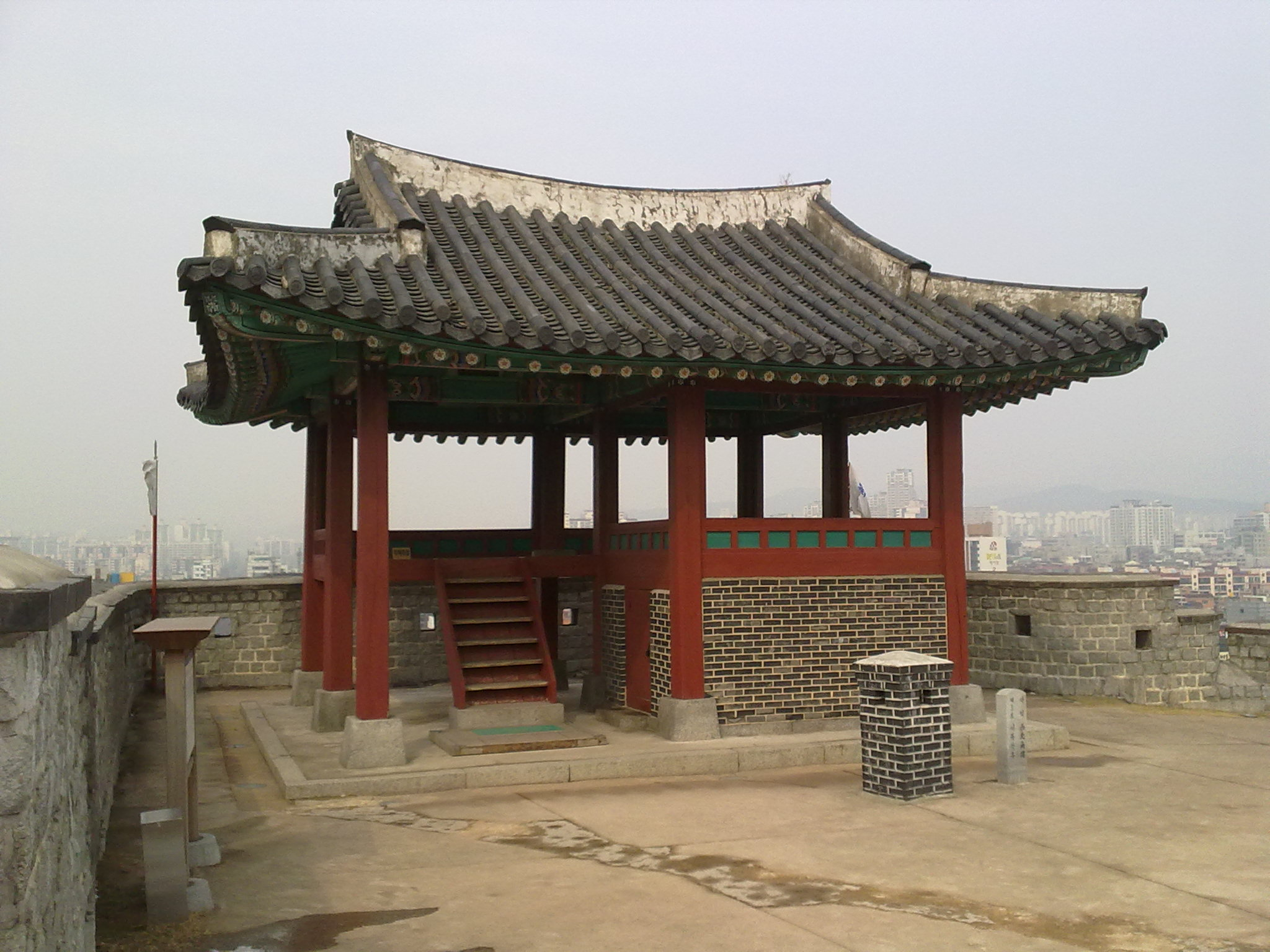
서북각루

서북각루(西北角樓)는 화서문 옆에 있으며, 동남각루와 마찬가지로 높은 곳에 위치해 주위를 관찰하기가 쉽다. 1796년(정조 20년) 7월 9일에 완공되었다.

#### 동남각루
동남각루(東南角樓)는 남수문 바로 옆에 있으며, 높은 곳에 위치하고 있으며 성벽이 꺾인 모퉁이에 있어서 주위를 관찰하기가 쉽다. 1796년(정조 20년) 7월 25일에 준공되었다.

#### 서남각루 (화양루)
서남각루(西南角樓)는 서장대와 팔달문의 중간지점 서남암문에서 용도(甬道)를 통해 뻗어나간 외성의 끝 부분에 있으며, '화양루(華陽樓)'라고도 한다.
1796년(정조 20년) 4월 16일에 공사 착수, 7월 13일에 상량했으며, 7월 20일에 누각의 준공되었다. 서남각루는 용도 끝에 있어서 화성 방어를 위한 군사적 요충지로서의 구실을 하게 하였다.

### 봉돈(烽墩)
봉돈(烽墩)은 불을 비추어 행궁을 수비하고 성을 수비하며 주위를 정찰하여 사태를 알리는 군사 및 교통상의 신호 시설물이다. 봉돈은 화성 동문의 서남쪽에 있으며, 5개의 연기구멍을 갖추어 신호를 보낼 수 있도록 되었다. 1796년 (정조 20년) 6월 17일에 완공되었다.
성벽 일부를 밖으로 돌출시키고 하층은 석축으로 쌓고, 위는 전축으로 성벽보다 높이 쌓아 위쪽에 여장을 두었다. 내부는 3층의 계단식으로 만들어서 가장 높은 곳에 5개의 횃불 구멍인 화두(火竇)를 설치하였다. 여장 3면에는 포혈 18개를, 그 아래 3면 벽성(甓城)에는 총안 18개와 누혈(漏穴) 1개를 뚫었다.
밤에는 불, 낮에는 연기로 신호를 보냈다. 평상시에는 남쪽의 첫째 것에만 사용을 했다. 나머지 4개는 긴급한 일이 없으면 횃불을 들거나 연기나게 하지 않았다. 적이 나타나면 2개, 경계에 접근하면 3개, 경계를 침범하면 4개, 그리고 적과 접전시에는 5개의 봉화를 올렸다.

### 포루(砲樓)와 포루(舖樓)
포루(砲樓)는 포병용 진지로 벽돌로 짓고 포루(舖樓)는 보병용 진지로 치성 위에 지은 목조 건물이다.

#### 포루(砲樓)
포루(砲樓)는 성벽밖에 3층으로 지은 벽돌건물로 내부를 공심돈과 같이 비워두어서 그 안에 화포를 숨겼다가 위아래를 한꺼번에 공격을 할 수 있도록 만든 시설물이다. 화성에는 남포루(南砲樓), 동포루(東砲樓), 북동포루(北東砲樓), 북서포루(北西砲樓), 서포루(西砲樓) 등이 있다.

##### 남포루
남포루(南砲樓)는 팔달산 중턱 서남암문 근처에 있으며, 1796년 (정조 20년) 7월 9일에 준공되었다. 구조는 동북포루와 거의 동일하다. 여장에는 타구와 전안을 뚫었고, 타구의 안에는 전판문을 달았다. 마루, 지붕 등의 구조는 서포루와 비슷하다. 남포루에는 대포와 혈포가 각 2대, 총안 19개가 설치되어 있다.

##### 동포루
동포루(東砲樓)는 봉돈의 근처에 위치하고 있으며, 1796년 (정조 20년) 7월 16일에 준공되었다. 포루는 3중층으로, 정면 1칸, 측면 3칸의 규모이다. 하층과 중층의 벽은 돌출부 3면을 전축했고, 성내측면은 석축으로 했으며, 외부의 포혈과 총안을 두었다. 상층 여장의 타구(垛口) 및 전안(箭眼)은 서포루와 비슷하다.

##### 북동포루
북동포루(北東砲樓)는 장안문과 북수문 사이에 있으며, 1794년 (정조 18년) 9월 23일에 준공되었다. 정면 1칸, 측면 3칸의 2중층이며, 도리는 납도리이고 홑처마의 5량 구조이다. 포루 밖으로는 우진각지붕을 안으로는 박공지붕으로 하였다. 하층의 중간에서 중층 및 상층에 계단을 설치해서 위아래로 돌아다닐 수 있도로 했다. 그 외는 북서포루와 비슷하다.

##### 북서포루
북서포루(北西砲樓)는 서장대의 북쪽에 있으며, 1794년 (정조 18년) 9월 24일에 준공되었다. 정면 1칸, 측면 3칸의 3중층이며 성 위로는 최상층의 누각이 세워져 있다. 포혈, 총안, 여장, 타구, 전안 및 출입문의 구조는 서포루와 동일하다.

##### 서포루
서포루(西砲樓)도 북서포루와 마찬가지로 서장대의 북쪽에 있으며, 1796년 (정조 20년) 5월 30일에 준공되었다. 정면 1칸, 측면 3칸의 3중층 건물이나 성내의 지반면 위로는 회상층의 1층 누각만을 세운 것처럼 보인다. 처마는 납도리 홑처마이며 3량의 우진각지붕이다.

#### 포루(舖樓)
포루(舖樓)는 치성 위에 누각을 세운 것인데 이것을 포(舖)라고 한다. 이것은 치성의 군사들을 가려 적이 아군의 동향을 알지 못하도록 하기 위해 세운 성제의 하나이다. 화성에는 동북포루(東北舖樓), 동일포루(東一舖樓), 동이포루(東二舖樓), 북포루(北舖樓), 서포루(西舖樓) 등이 있다.

##### 동북포루
동북포루(東北舖樓)는 '각건대(角巾臺)'라고도 불린다. 동북포루는 1796년 (정조 20년) 5월 15일 준공되었다. 3면의 치성이 성 밖으로 돌출되었고, 하부 1.46m까지는 석축을, 위에는 전축을 했으며, 상부에 여장을 쌓았다.

##### 동일포루
동일포루(東一舖樓)는 창룡문 남쪽에 위치하고 있다. 건물은 1796년 (정조 20년) 7월 10일에 준공되었다. 포루는 정면 1칸, 측면 3칸의 중층으로 3량의 우진각지붕을 갖추었다. 하층 주위의 3면은 여장으로 둘려져 있고, 원근총안(遠近銃眼)을 내었다. 상층 동측 2칸은 마루를 갈고 1칸은 통 2층으로 하여 목조 사다리를 설치하였다.

##### 동이포루
동이포루(東二舖樓)는 봉돈의 남쪽에 위치하고 있다. 중층누각 밑에는 총안을 뚫어 놓았다. 1796년 (정조 20년) 7월 3일에 준공되었다. 포루는 정면 1칸, 측면 2칸의 중층누각이고 처마는 홑처마에 납도리를 썼으며, 지붕틀은 5량의 우진각지붕이다. 하층의 총안 등은 동북포루와 동일하다.

##### 북포루
북포루(北舖樓)는 서북포루와 서북공심돈 사이에 위치하고 있으며 1795년 (정조 19년) 2월 20일에 준공된 것이다. 정면 2칸, 측면 2칸, 내면 3칸의 규모이며, 중층 5량 팔작지붕을 갖추었다. 처마는 홑처마에 민오리집이며, 상층에는 주위에 전판문을 달았다.

##### 서포루
서포루(西舖樓)는 서장대 남쪽 서암문과 서삼치의 중간에 위치하고 있다. 1796년 (정조 20년) 8월 18일에 준공되었다. 정면 2칸, 측면 2칸의 규모이나 동측면은 1칸으로 된 중층이다. 내면은 나무사다리를 사용하게 되어 있으며, 민도리 5량 팔작지붕을 갖추었다.

### 치(稚)
치는 철(凸)자 모양으로 성벽 밖으로 돌출시켜, 좌우 방향에서 접근하는 적을 방어하기 위한 방어 시설물 중 하나이다. 치라는 이름은 '꿩'이란 뜻으로 본래 꿩은 제몸을 숨기고 밖을 엿보기를 잘한다는 까닭에서 그 이름을 땄다. 화성에는 남치(南稚), 용도일·이치, 서일치(西一稚), 서이치(西二稚), 서삼치(西三稚), 동일치(東一稚), 동이치(東二稚), 동삼치(東三稚) 등이 있다.

### 적대(敵臺)
적대는 성문과 옹성에 접근하는 적을 막기 위해 팔달문과 장안문 좌우에 설치된 방어 시설물로서 구조와 기능은 치질과 비슷하다. 장안문으로는 북서적대(北西敵臺)와 북동적대(北東敵臺)가, 팔달문에는 남서적대(南西敵臺)와 남동적대(南東敵臺)가 있지만 남서적대와 남동적대는 시가지화와 더불어 인멸되어 현재는 미복원 상태이다.

#### 북서적대(北西敵臺)
북서적대(北西敵臺)는 장안문의 좌우에 설치되어 성문에 접근하는 적을 공격하기 위한 시설이다.

#### 북동적대(北東敵臺)
북동적대(北東敵臺)는 현안과 총안을 두어 성문과 응가성을 방어하던 곳이다.

#### 남서적대(南西敵臺)
남서적대(南西敵臺)는 팔달문 옆 팔달산쪽에 있었는데 도시화로 복원되지 않았다.

#### 남동적대(南東敵臺)
남동적대(南東敵臺)는 남수문에서 팔달문 사이에 있었는데 복원되지 않았다.

## 기타 시설

### 화성행궁
행궁은 화성 내부에 위치해있는 궁궐이다. 1923년 조선총독부는 화성 행궁을 철거됐다. 1979년 화성의 첫 복원 작업이 시작되고 2024년 4월 23일에 마무리됐다. 2007년 6월 8일, 사적 제 478호로 지정되었다.

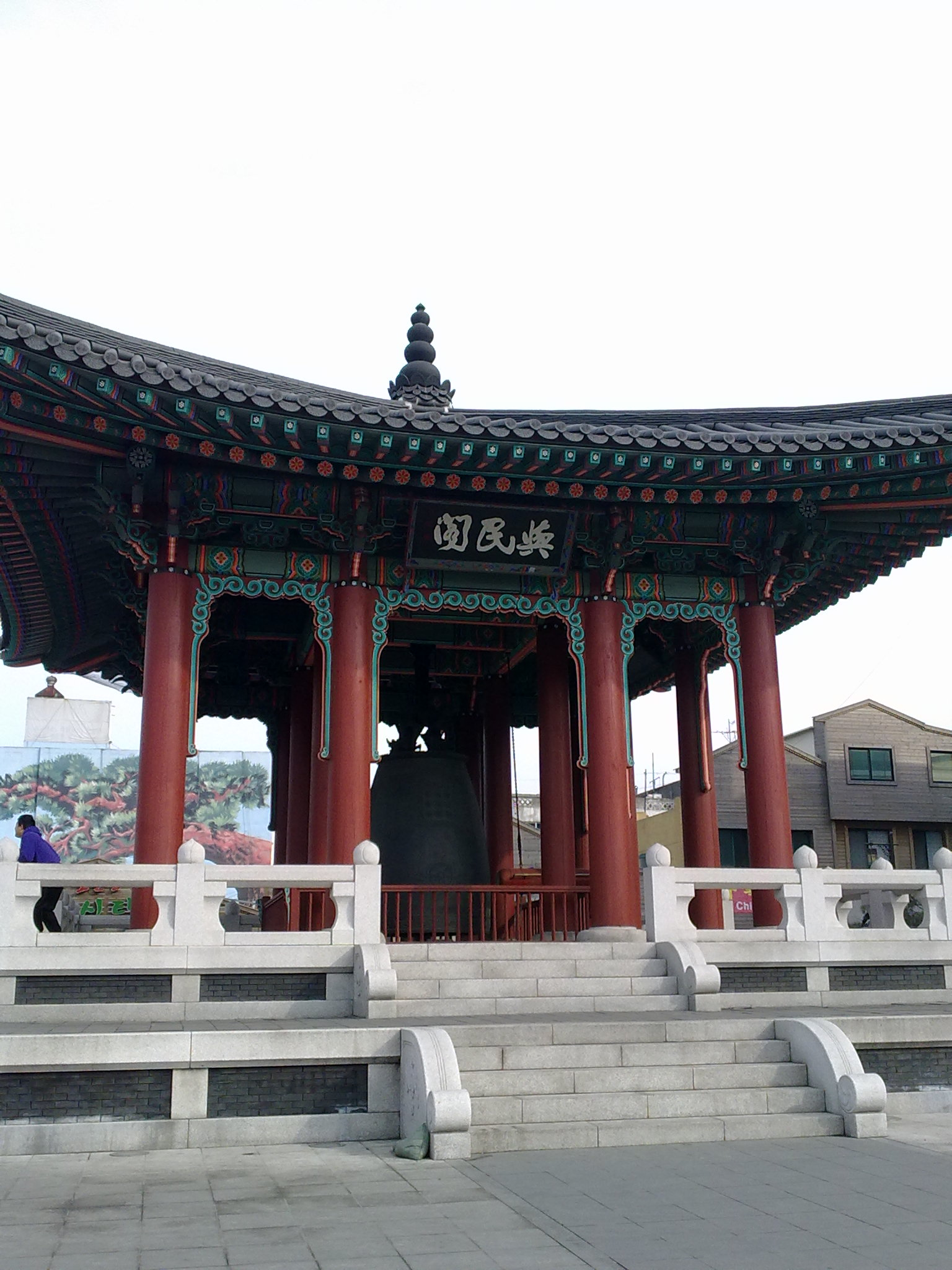
여민각

### 여민각
여민각(與民閣)은 화성 중심부에 있는 종각이다. 일제 강점기와 한국전쟁을 거치면서 소실됐다가 2008년 복원됐다. 이름은 시민과 함께 한다는 뜻으로 붙였다. 12월 31일 밤에 새해의 시작을 알리는 제야의 타종 행사가 2008년부터 열리고 있다.

### 성신사

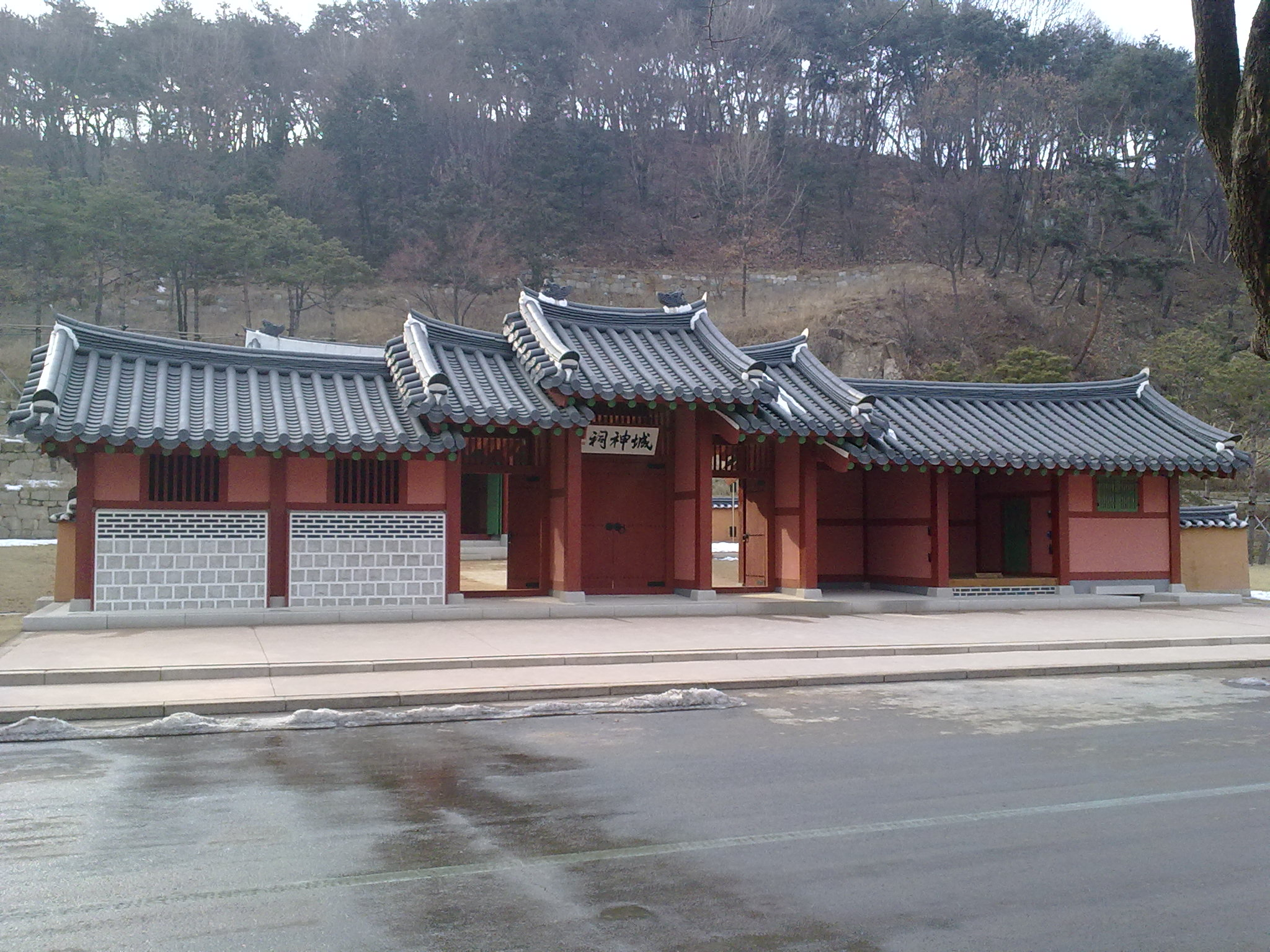
성신사

성신사는 화성을 지켜주는 신을 모시는 사당이다.

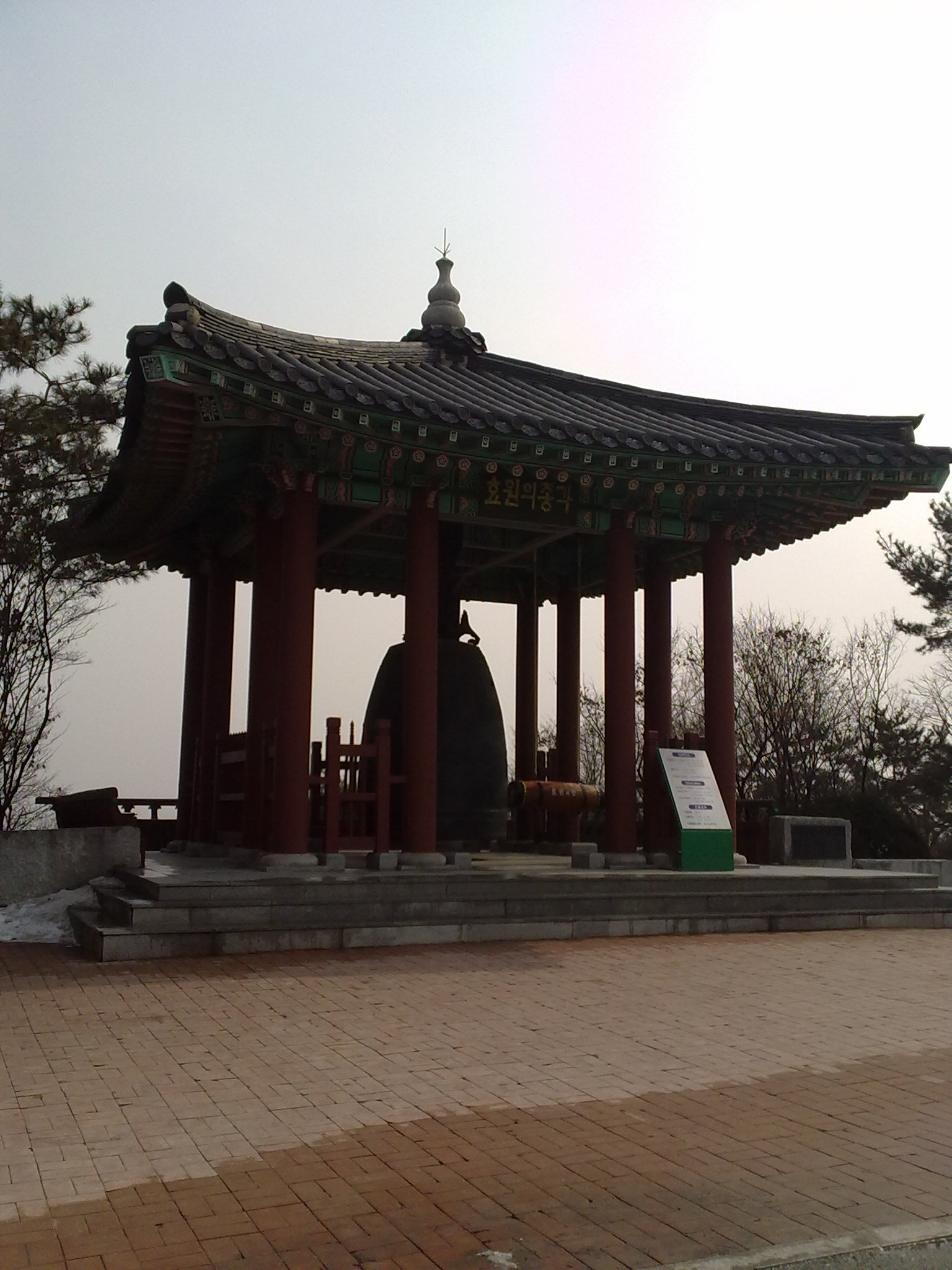
효원의 종각

### 효원의 종각
효원의 종각은 사도세자에 대한 정조의 효심을 후대에 전하기 위해 수원시가 1991년 만들었다.

## 사진 모음

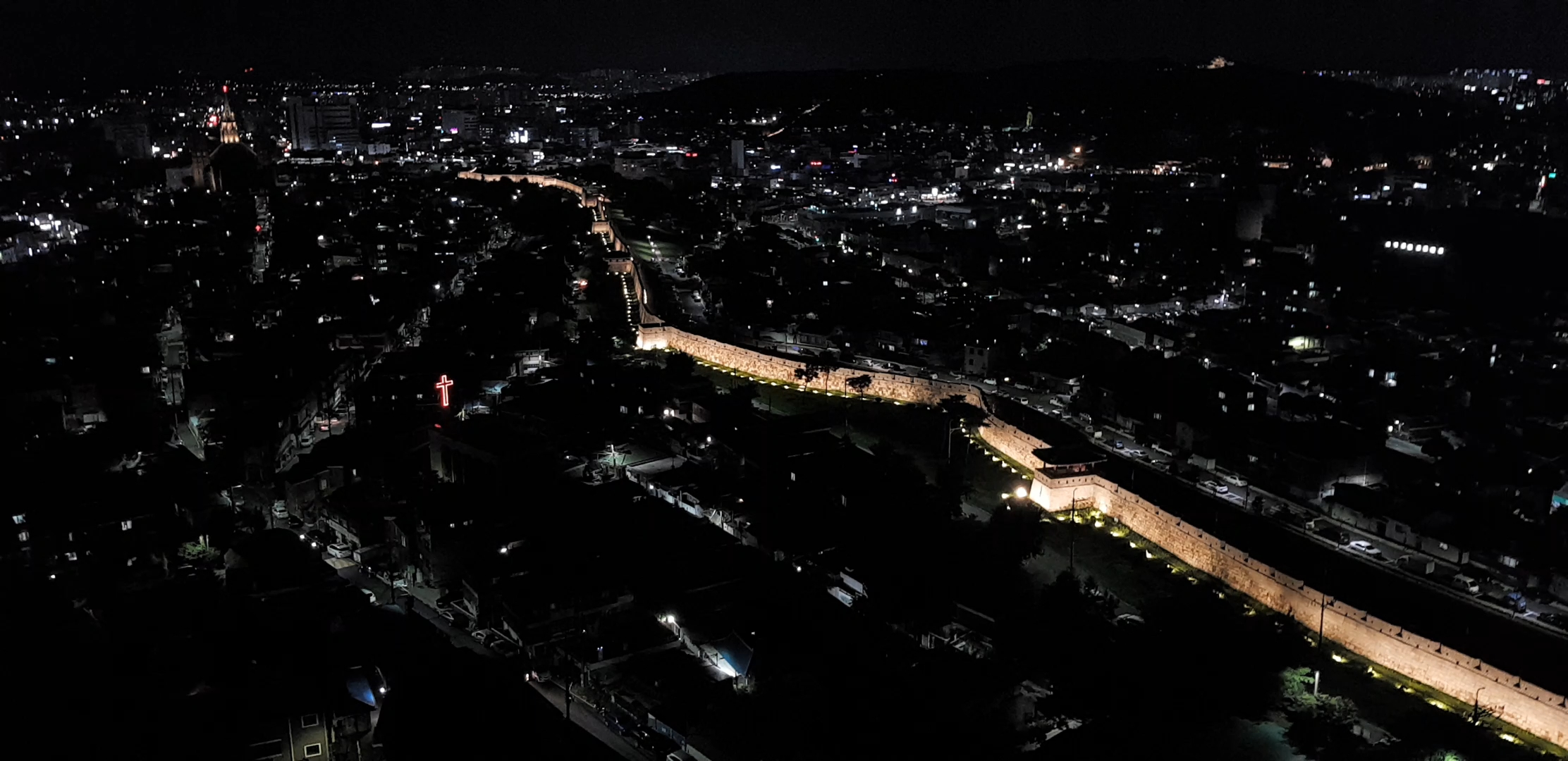
북쪽 하늘에서 바라본 수원화성 동편 일대
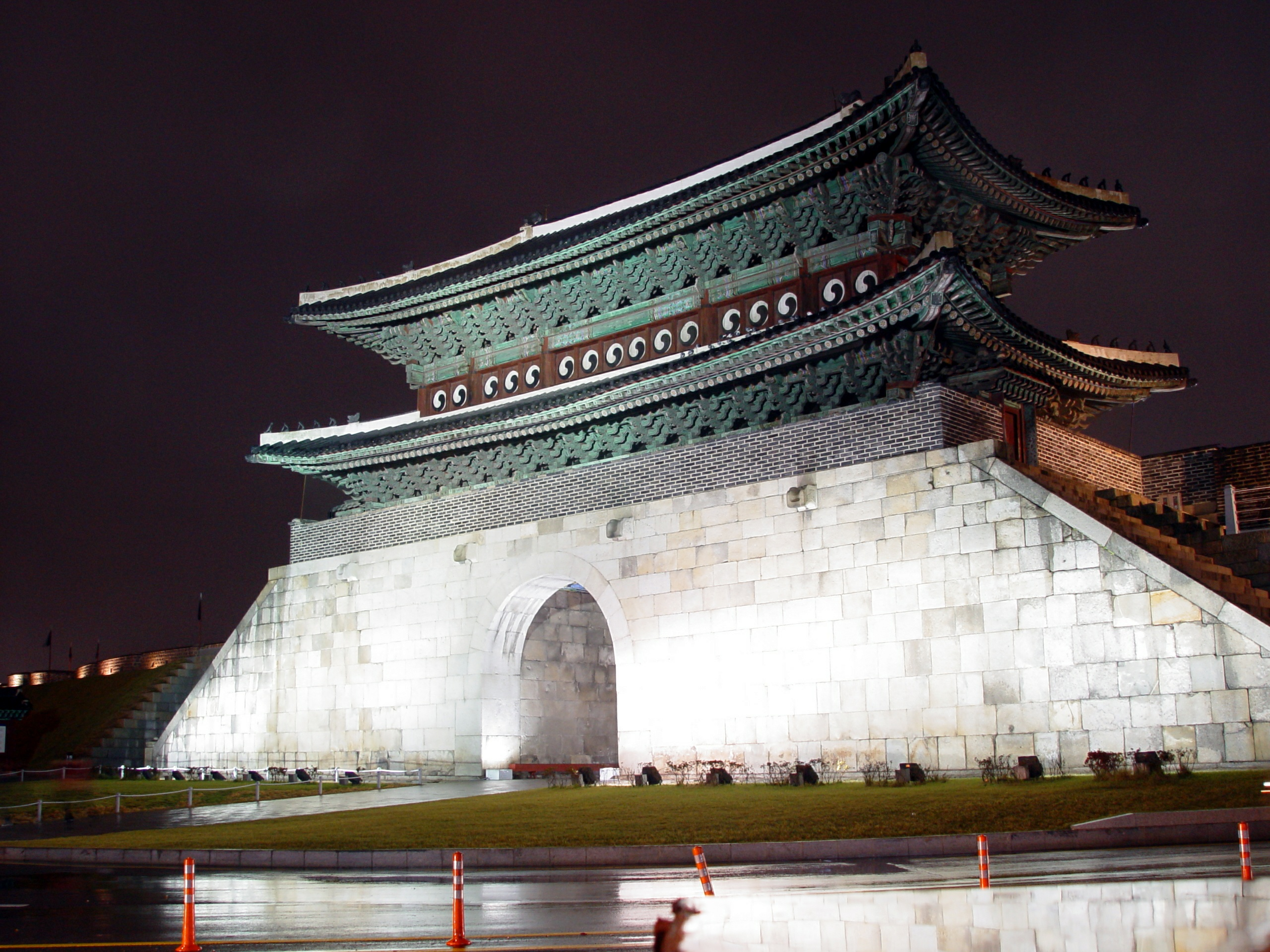
안쪽에서 본 장안문 야경
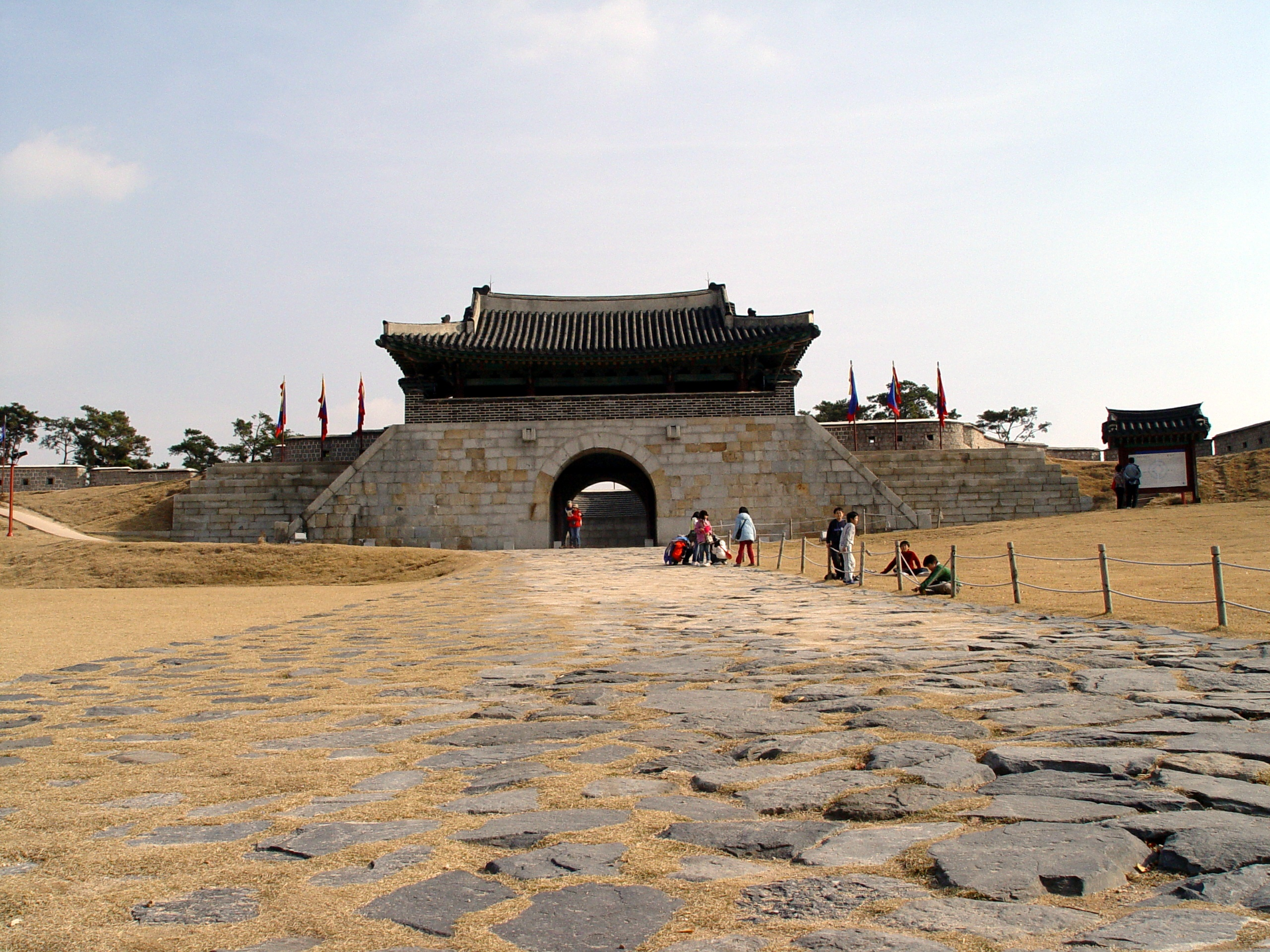
안쪽에서 본 창룡문
2010년 11월, 보수공사 중인 팔달문
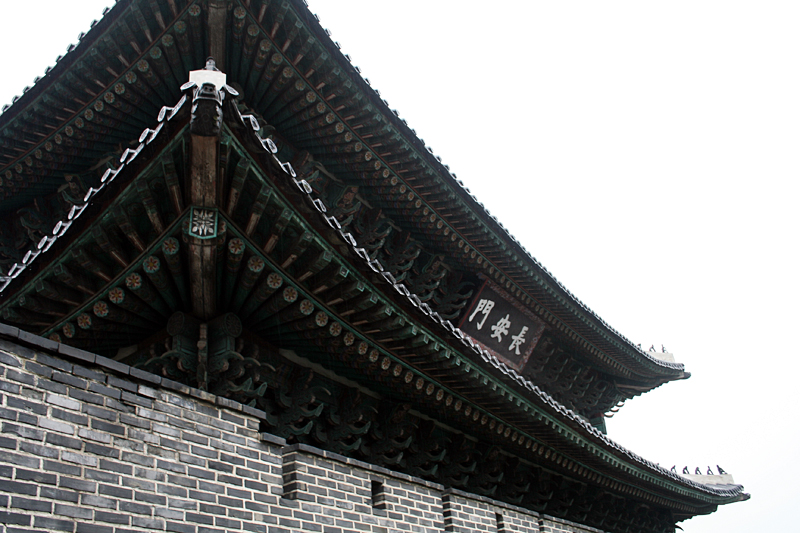
장안문
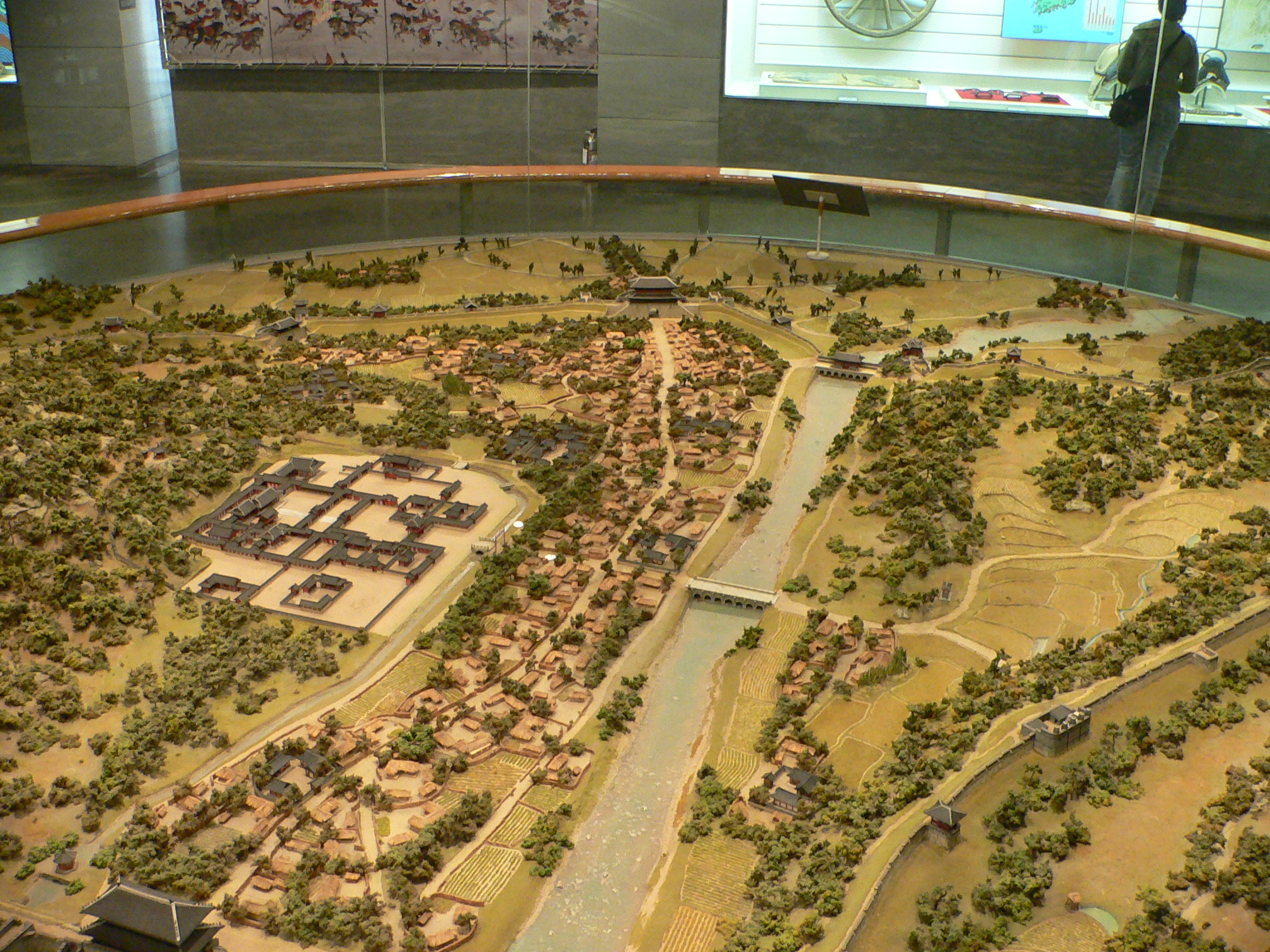
수원 화성과 주변 궁의 모형
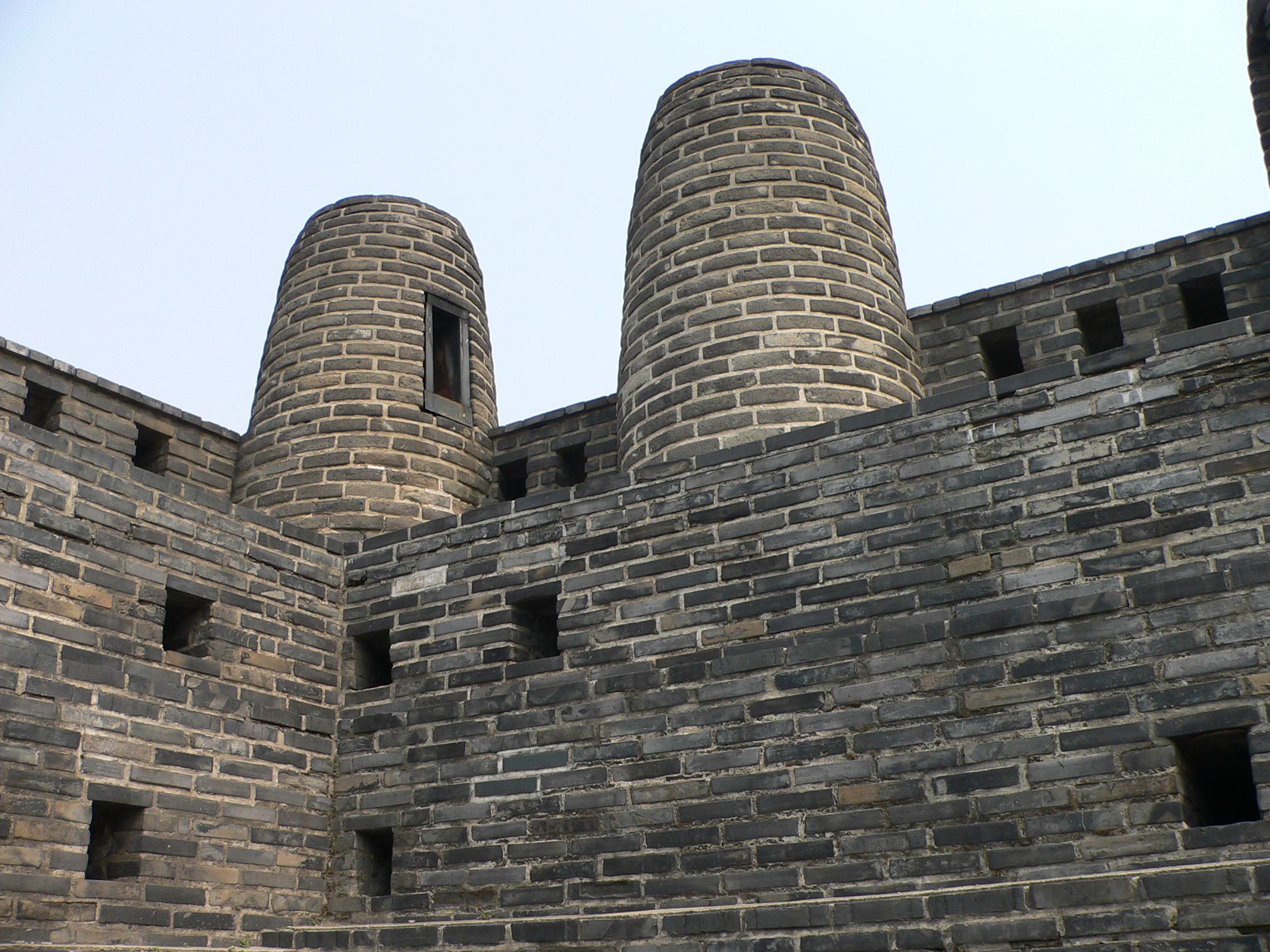
안쪽에서 본 봉돈
북암문 밖의 모습
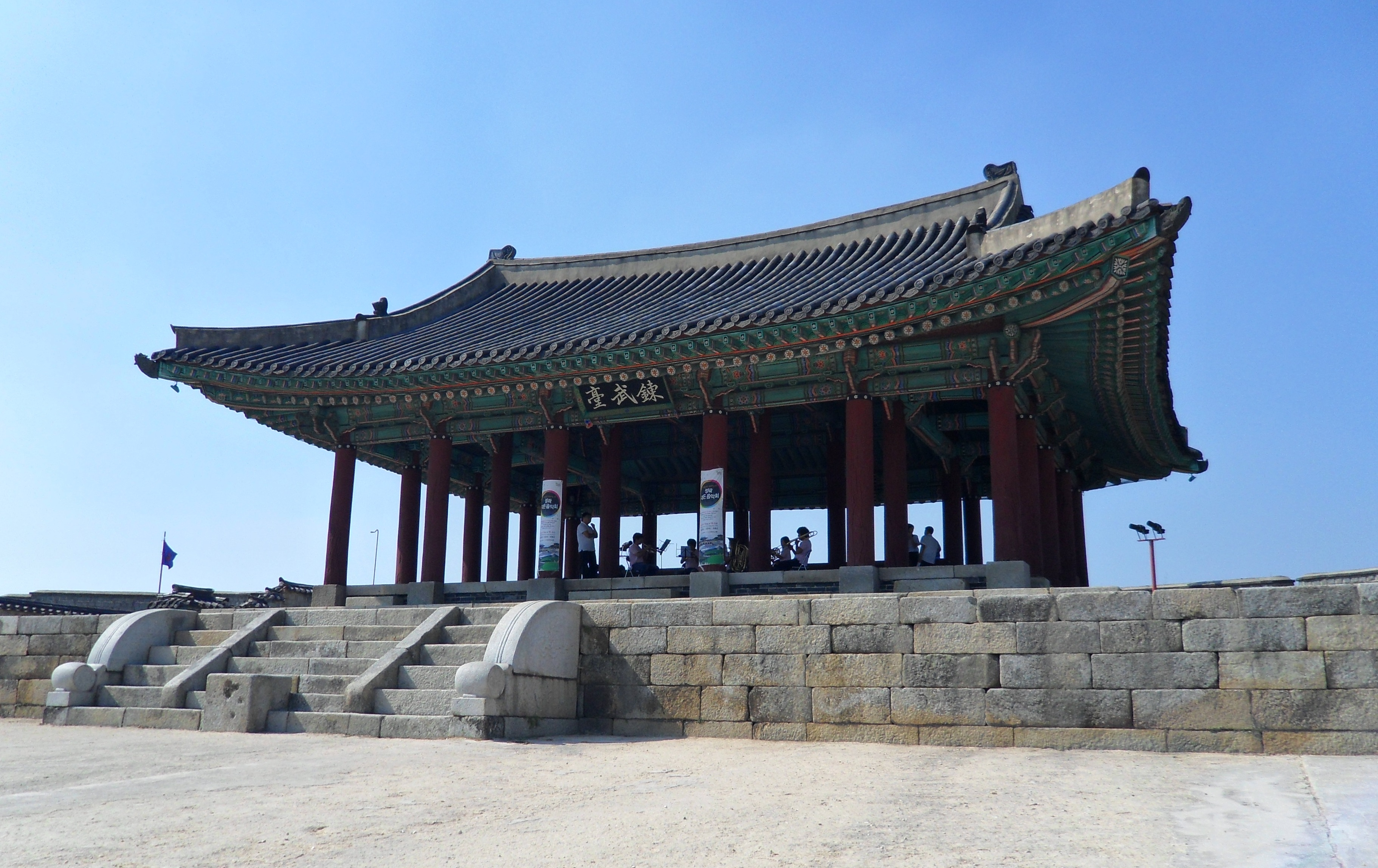
동장대
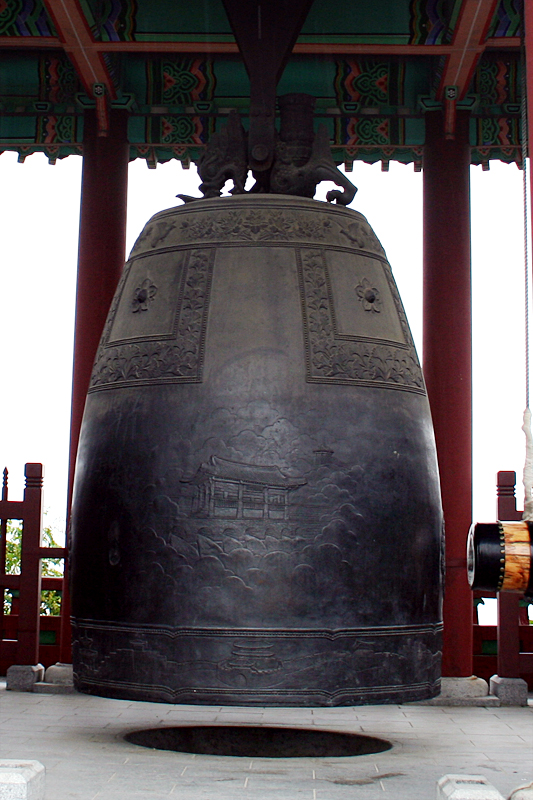
화성장대
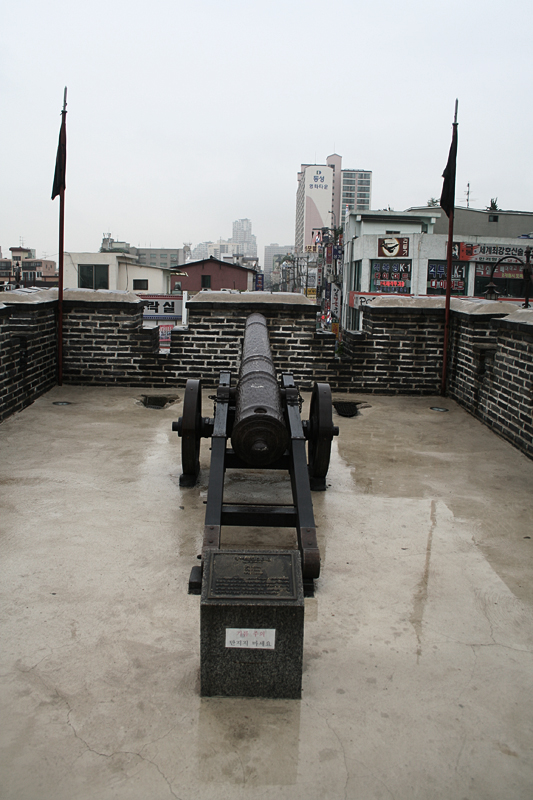
치에 있는 홍이포
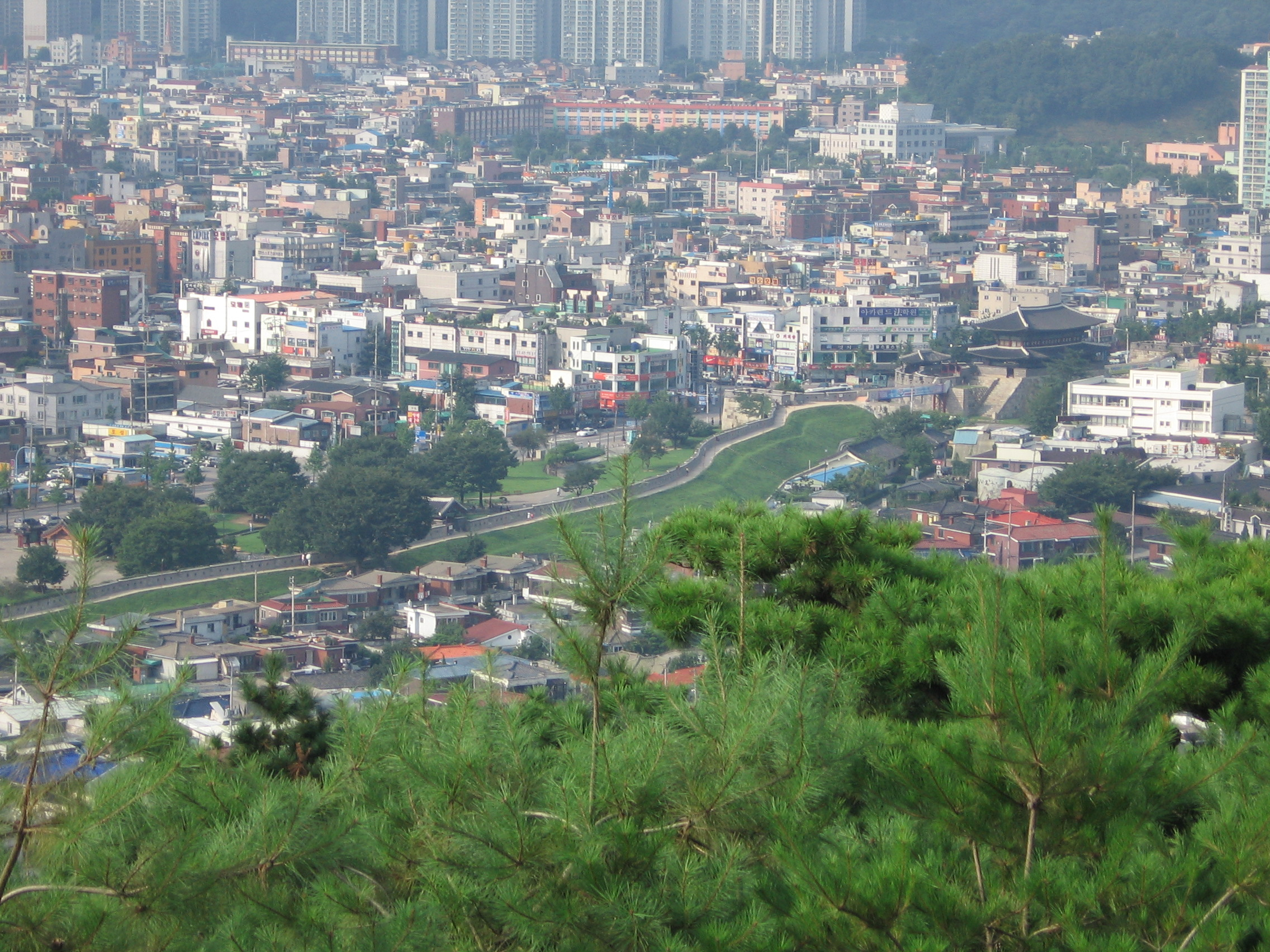
화성에서 본 수원
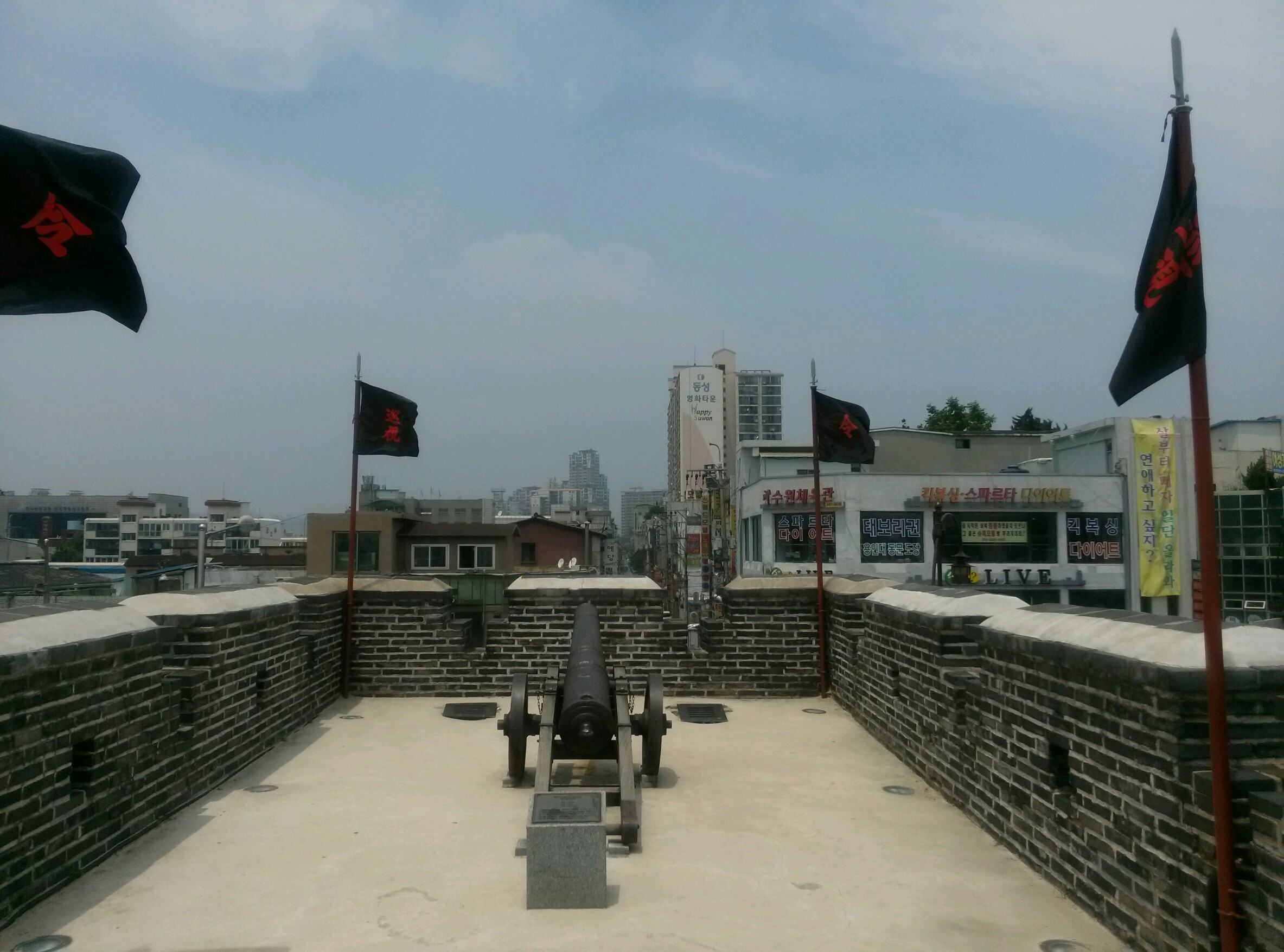
포구

## 같이 보기
- 한국의 성 목록
- 정조
- 영조
- 한양도성

## 참고 문헌
- 이 문서에는 다음커뮤니케이션(현 카카오)에서 GFDL 또는 CC-SA 라이선스로 배포한 글로벌 세계대백과사전의 내용을 기초로 작성된 글이 포함되어 있습니다.

### 다큐멘터리
- <KBS 2013 대기획: 의궤8일간의 축제>: 2013년작 다큐멘터리

## 참고 자료
- 수원 화성 - 국가유산청 국가유산포털